# Sardenha
A Sardenha (em italiano: Sardegna; em sardo: Sardigna; em catalão: Sardenya) é uma ilha do mar Mediterrâneo ocidental e uma região autónoma da Itália insular, com uma área de 24 100 km² e capital em Cagliari. Em 2017 tinha 1 648 758 de habitantes (densidade: 68,4 hab./km²).
Situada a oeste da península Itálica, sul da Córsega e a norte da Tunísia, entre o mar Tirreno, que banha a costa oriental, e o mar da Sardenha na costa ocidental, a Sardenha é a segunda maior ilha do Mediterrâneo. O estatuto especial de autonomia especial, semelhante ao do Vêneto, instituído em 1948, está consagrado na constituição italiana e garante, além da autonomia administrativa das instituições locais, a proteção das particularidades linguísticas e culturais.

## Geografia
A Sardenha situa-se no centro do Mediterrâneo ocidental, a meio caminho entre as penínsulas Itálica e Ibérica, a sul da Córsega e do estreito de Bonifacio, a norte do canal da Sardenha e da Tunísia, a oeste da Itália continental e mar Tirreno, a leste das ilhas Baleares (Espanha) e do mar da Sardenha.
Com mais de 24 000 km² de superfície e uma extensa linha costeira (1 849 km), durante muito tempo foi considerada a maior ilha do Mediterrâneo, quando na realidade é a segunda em área, atrás da Sicília. A maior parte da costa é alta e rochosa, com troços longos e relativamente direitos, com muitos cabos imponentes, algumas baías largas e profundas, existindo numerosas ilhotas e ilhas menores.
O território é predominantemente constituído por montanhas e colinas com altitudes geralmente entre os 300 e os 1 000 m. O maior maciço montanhoso, o Gennargentu, encontra-se na parte centro-oriental da ilha e tem o seu ponto mais alto, a Punta La Marmora (1 834 m). Outras montanhas importantes são o monte Limbara (1 362 m), no nordeste, o monte Rasu (1 259 m), no maciço de Marghine e Goceano (norte), o monte Albo (1 057 m), no maciço de Sette Fratelli (sudeste), e no sudoeste, o monte Linas (1 236 m) e os montes Sulcis.
As áreas montanhosas e planaltos estão separados por extensos vales aluviais e planícies, sendo as mais importantes as de Nurra, a noroeste, e de Campidano, a mais extensa, no sudoeste, entre Oristano e Cagliari.
Os principais rios são o Tirso, com 151 km, o Flumendosa, com 127 km, e o Coghinas, com 115 km. Existem pelo menos 54 barragens que são usadas para irrigação agrícola e produção de eletricidade. As mais importantes são a de Omodeo e de Coghinas. O único lago natural de água doce é o de Baratz, no noroeste, perto de Alghero. Existem várias lagoas de água salgada pouco profundas ao longo da linha costeira.
As ilhas mais importantes são: Asinara, San Pietro, Sant'Antioco e as do arquipélago de Maddalena.

### Geologia
A geologia sarda é muito interessante, já que as rochas que aí se encontram são das mais antigas da Europa e as mais antigas de Itália. Essa antiguidade explica a não existência de grandes altitudes na ilha, devido à prolongada erosão. A base rochosa da Sardenha meridional data do Pré-Cambriano, mais precisamente à era Paleoproterozoica do éon Proterozoico, facto que está na origem do grande número de explorações mineiras nessa região. No nordeste da ilha encontram-se rochas sedimentares do mesmo período, que demonstram que essa zona esteve submersa. Esses sedimentos permitiram a criação de rochas carboníferas que atualmente são exploradas nas minas de carvão. Também se encontram rochas mais recentes, do éon Fanerozoico, como as rochas vulcânicas presentes em grande quantidade na região ocidental e meridional da ilha.
As formações montanhosas são constituídas principalmente por granito, xisto, basalto (chamado localmente jars ou gollei), arenito e calcário dolomita (chamado localmente toneri).
No passado, tanto a Sardenha como a Córsega estavam ligadas ao continente europeu (placa euroasiática), fazendo parte da cadeia pirenaico-provençal. Por efeito da deriva continental, ambas as ilhas se separaram do continente no período oligocénico, há cerca de 30 milhões de anos.
Contrariamente à Itália continental e à Sicília, a Sardenha não é propensa a sismos.
|  |  |  |

### Clima
O clima é mediterrânico, com temperaturas geralmente suaves, até mesmo no inverno, com primaveras e outonos quentes, verões que podem ser muito quentes, chegando mesmo aos 45 graus Celsius, o que é propício à ocorrência dos incêndios frequentes. Em contrapartida, as temperaturas mais baixas nunca são inferiores a 0 grau Celsius. O vento dominante é o mistral, que sopra de noroeste durante praticamente todo o ano, principalmente no inverno e primavera, por vezes com bastante intensidade, o que faz as delícias dos amantes da vela. Sendo geralmente frio e seco, tem um efeito refrescante.
| Dados climatológicos para Cagliari | Dados climatológicos para Cagliari | Dados climatológicos para Cagliari | Dados climatológicos para Cagliari | Dados climatológicos para Cagliari | Dados climatológicos para Cagliari | Dados climatológicos para Cagliari | Dados climatológicos para Cagliari | Dados climatológicos para Cagliari | Dados climatológicos para Cagliari | Dados climatológicos para Cagliari | Dados climatológicos para Cagliari | Dados climatológicos para Cagliari | Dados climatológicos para Cagliari |
| Mês                                | Jan                                | Fev                                | Mar                                | Abr                                | Mai                                | Jun                                | Jul                                | Ago                                | Set                                | Out                                | Nov                                | Dez                                | Ano                                |
| ---------------------------------- | ---------------------------------- | ---------------------------------- | ---------------------------------- | ---------------------------------- | ---------------------------------- | ---------------------------------- | ---------------------------------- | ---------------------------------- | ---------------------------------- | ---------------------------------- | ---------------------------------- | ---------------------------------- | ---------------------------------- |
| Temperatura máxima média (°C)      | 14                                 | 15                                 | 16                                 | 18                                 | 22                                 | 27                                 | 30                                 | 30                                 | 27                                 | 23                                 | 18                                 | 15                                 | 21,2                               |
| Temperatura mínima média (°C)      | 6                                  | 6                                  | 7                                  | 9                                  | 12                                 | 16                                 | 19                                 | 19                                 | 17                                 | 14                                 | 10                                 | 7                                  | 11,8                               |
| Precipitação (mm)                  | 46                                 | 57                                 | 44                                 | 37                                 | 24                                 | 9                                  | 3                                  | 9                                  | 31                                 | 56                                 | 56                                 | 55                                 | 427                                |

A temperatura média anual na costa é de 18 graus Celsius, variando entre os 14 graus Celsius e os 20 graus Celsius na generalidade da ilha. Ao contrário da vizinha Córsega, a chuva é escassa (entre 400 e 500 milímetros anuais, repartidos por uma média de 40 dias de chuva) e as secas são frequentes. A média anual de dias de sol é de aproximadamente 300, concentrando-se a chuva predominantemente no outono e inverno, com chuvas intensas na primavera.
No centro da ilha o clima tende a ser mais rigoroso, chegando a ocorrer neve no inverno. No sul, a seca pode durar vários meses, à semelhança do norte de África (a Tunísia encontra-se a aproximadamente 200 quilômetros).

### Demografia
Milhares de habitantes
Com uma densidade populacional e 69 habitantes por quilômetro quadrado, pouco mais do que 30% da média nacional italiana, Sardenha é a quarta região menos povoada de Itália. A distribuição da população era anómala comparada com as outras regiões de Itália junto ao mar, pois ao contrário da tendência geral, as zonas costeiras eram menos densamente povoadas que o interior. As razões históricas para isso incluem os frequentes assaltos de Sarracenos na Idade Média, que tornavam as costas inseguras, a importância económica da pastorícia no interior e a natureza pantanosa das planícies costeiras, as quais só foram secadas no século XX. A situação foi invertida com a expansão do turismo costeiro — hoje todos os principais centros urbanos se encontram junto à costa, enquanto o interior está esparsamente povoado.
Em 2005, a Sardenha era a região italiana com a taxa de fertilidade mais baixa (1,087 filhos por mulher) e a região com a segunda taxa de natalidade mais baixa. Estes fatores, junto com o elevado nível de urbanização da população, contribuem para a preservação de grande parte das áreas naturais. Apesar de tudo a população aumentou nos últimos anos devido à imigração, principalmente da Europa do leste, África, China e América Latina.
A esperança de vida em 2005 era de 81,1 anos (77,7 para os homens e 84,5 para as mulheres). A Sardenha partilha com a ilha japonesa de Okinawa a taxa mais alta do mundo de centenários (pessoas com mais de 100 anos de idade), 22/100 000.

#### Supercentenários
Em outubro de 2004, vários cientistas da Universidade de Montreal foram à Sardenha para aí estudar uma particularidade local recentemente constatada por médicos da ilha: um número importante de homens supercentenários (de idade igual ou superior a 110 anos), algo raro, pois habitualmente são as mulheres que chegam a essas idades tão avançadas e na Sardenha o número de homens supercentenários supera o das mulheres. Segundo os dados verificados por esses estudiosos, não havia registro de quaisquer homens supercentenários no Canadá. O fenómeno também foi objeto de estudo do Groupe d'étude de démographie appliquée (grupo de estudo de demografia aplicada) da Universidade Católica de Lovaina (UCLouvain), da Bélgica, no âmbito do projeto europeu FELICIE Várias explicações são avançadas para o fenómeno, como o ar das montanhas ou o regime alimentar, mas também fatores genéticos.

#### Particularidades genéticas
Os sardos não são uma população homogénea do ponto de vista genético e distinguem-se dos outros europeus e populações mediterrânicas por algumas caraterísticas genéticas.
A população da Sardenha apresenta como característica notável o fato de ser muito próxima às populações europeias do Neolítico, praticamente sem influência indo-europeia  (ao contrário, inclusive, das demais populações da Itália).

### Províncias
A Sardenha está dividida nas seguintes províncias:
| Província         | Área (km²) | população | Nome da capital em italiano | Nome local da(s) capital(is)           | população da capital | Observações                                                            |
| ----------------- | ---------- | --------- | --------------------------- | -------------------------------------- | -------------------- | ---------------------------------------------------------------------- |
| Cagliari          | 4 596      | 543 310   | Cagliari                    | Casteddu                               | 157 130              |                                                                        |
| Sássari           | 4 281      | 322 326   | Sássari                     | Sàssari em sassarês e Tathari em sardo | 131 553              |                                                                        |
| Nuoro             | 3 934      | 164 260   | Nùoro                       | Nùgoro                                 | 36 567               |                                                                        |
| Oristano          | 3 040      | 167 971   | Oristano                    | Aristanis                              | 32 932               |                                                                        |
| Ólbia-Tempio      | 3 397      | 138 334   | Ólbia                       | Terranoa                               | 50 150               | criada em 2005; correspondente à região histórica da Gallura           |
| Ólbia-Tempio      | 3 397      | 138 334   | Tempio Pausania             | Tèmpiu                                 | 14 020               |                                                                        |
| Ogliastra         | 1 854      | 58 389    | Lanusei                     | Lanusè                                 | 5 812                | criada em 2005                                                         |
| Ogliastra         | 1 854      | 58 389    | Tortolì                     | Tortuelie                              | 10 309               | criada em 2005                                                         |
| Carbonia-Iglesias | 1 495      | 131 890   | Iglesias                    | Igrèsias                               | 27 773               | criada em 2005; correspondente à região histórica de Sulcis-Iglesiente |
| Carbonia-Iglesias | 1 495      | 131 890   | Carbonia                    | Carbònia ou Crabònia                   | 30 260               | criada em 2005; correspondente à região histórica de Sulcis-Iglesiente |
| Medio Campidano   | 1 516      | 105 400   | Sanluri                     | Seddori                                | 8 539                | criada em 2005                                                         |

Originalmente só existiam as províncias de Cagliari, Nuoro e Sássari. Posteriormente foi constituída a província de Oristano. Finalmente, uma lei regional de 2001 determinou que a partir de 9 de maio de 2005 passariam a existir oito províncias, sendo instituídas as províncias de Ólbia-Tempio, Ogliastra, Carbonia-Iglesias e Medio Campidano.

### Localidades
Além das capitais de província mencionadas no quadro acima, as localidades  mais importantes da Sardenha são as seguintes (nome local em itálico):
| - Alghero, L'Alguer em catalão - Arzachena, Alzachena - Bitti, Bithi - Bonorva, Bonolva - Bosa, Bosa - Cabras, Crabas - Castelsardo, Casteddu Saldu - Cuglieri, Culiri - Dorgali, Durgale - Gavoi, Gaboi - La Maddalena, A Maddalena |  | - Lodè, Bidda manna - Macomer, Maccumele - Mogoro, Mogoru - Oliena, Uliana - Orune, Orune - Ozieri, Othieri - Perfugas, Peifugas - Ploaghe, Piaghe - Porto Torres, Poltu Torra - Posada, Pasata |  | - Pozzomaggiore, Puthumajore - Quartu Sant'Elena, Quartu Santa Aleni - San Teodoro, Santu Tiadoru - Sant'Antioco, Sant'Antiogu - San Pietro, Santu Predu - Selargius, Cedraxius - Siniscola, Thiniscole - Teulada, Teulada - Villacidro, Biddexirdu - Villaputzu, Biddeputzi |

#### Principais cidades
Segundo dados de 2015, as cidades mais populosas eram:
- Cagliari, com 154 442 habitantes
- Sássari com 127 538 habitantes
- Quartu Sant'Elena, com 71 271 habitantes
- Ólbia, com 58 824 habitantes
- Alghero, com 44 057 habitantes
- Nùoro, com 37 196 habitantes
- Oristano, com 31 635 habitantes
- Selargius, com 28 960 habitantes
- Carbonia, com 28 954 habitantes

## História
A história da Sardenha é muito antiga, remontando ao Paleolítico Inferior. Foram encontrados vestígios humanos datados de 150 000 a.C. e os sinais de presença humana mais antigos são de há 500 000 anos. No entanto, supõe-se que o povoamento só ocorreu de forma estável no Neolítico inferior, cerca de 6 000 a.C..
Cronologia de antes de Cristo
Antes da chegada dos fenícios a partir do século X a.C., houve três civilizações autóctones que prosperaram na ilha: a de Bonuighinu, que surgiu no Quarto milénio a.C., a misteriosa população Shardana, e a mais célebre cultura nurágica, que se desenvolve a partir do século XVI a.C., senão antes, da qual os vestígios mais monumentais são os mais de 7 000 nuragues (chamados localmente nuraghes no norte e nuraxis no sul), torres defensivas em forma de tronco cónico construídas com grandes blocos de pedra talhada e trabalhada, que se encontram espalhados por toda a ilha.

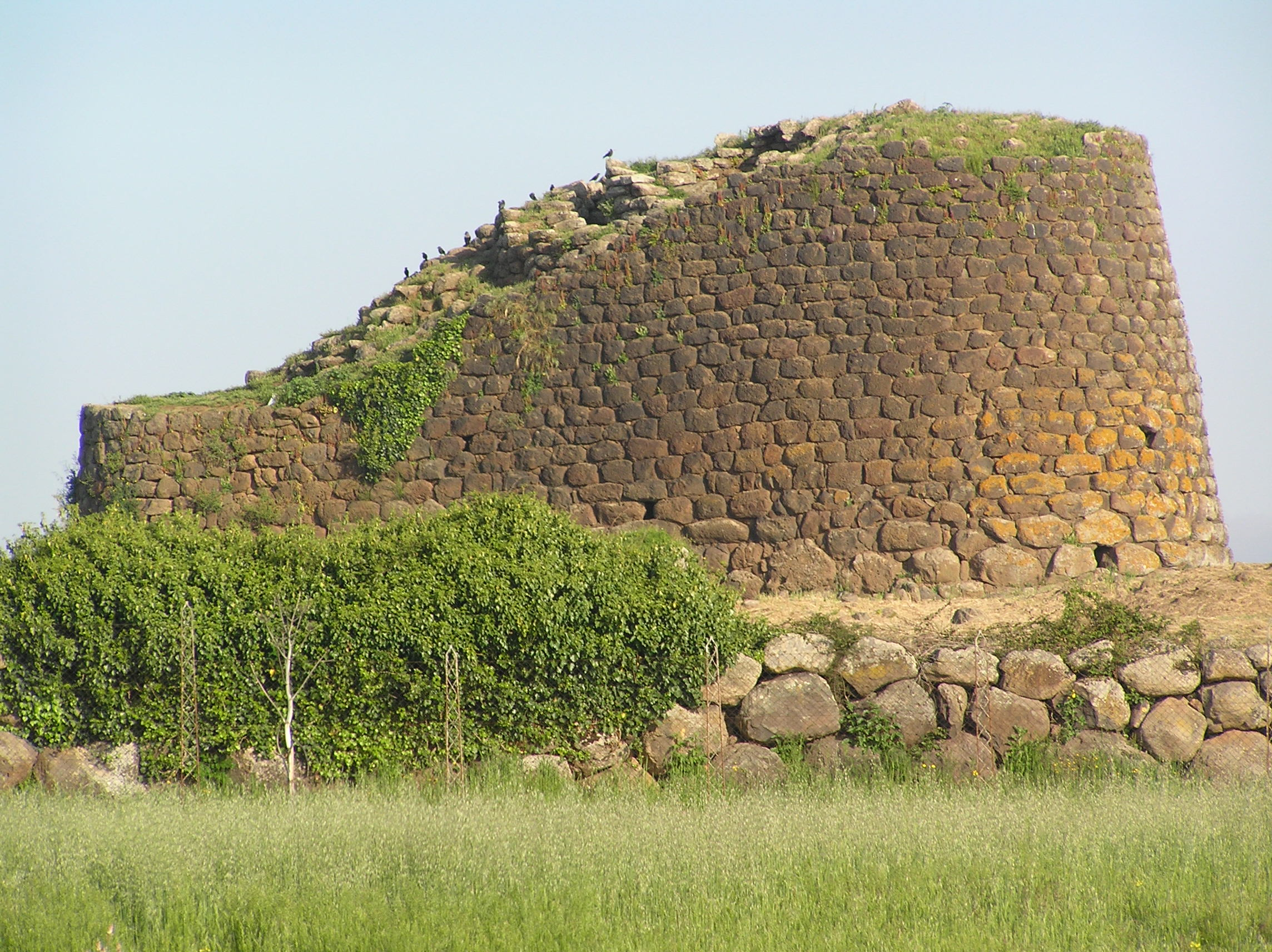
Nurague Losa, perto de Abbasanta, na província de Oristano
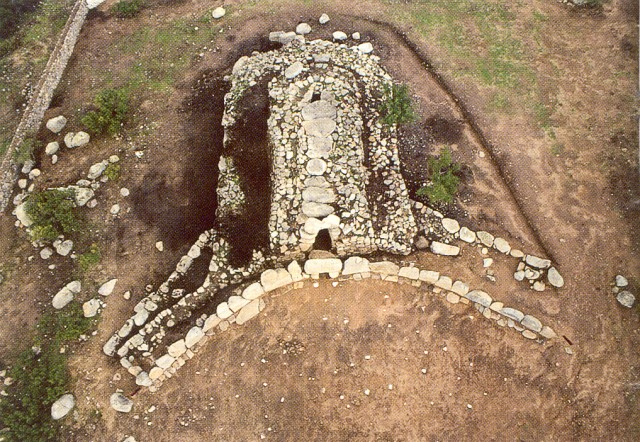
Túmulo de gigante de Osono, perto de Triei

Além dos nuragues, há numerosos monumentos pré-históricos ainda mais antigos, como os domus de janas (tradução: casas de fadas) escavadas em granito, que eram usadas para inumar os mortos, os túmulos de gigantes, de dimensões ciclópicas e muito frequentes no interior da ilha, e monumentos megalíticos, nomeadamente menires.
Segundo alguns estudiosos, a lendária Atlântida poderia ser a Sardenha da época nurágica. O primeiro arqueólogo a defender essa tese foi Paolo Valente Poddighe em 2004.
Os fenícios estabeleceram colónias costeiras a partir do século IX a.C. No século VI a.C. a ilha seria integrada no império de Cartago. Os cartagineses não se limitaram a ocupar as colónias costeiras fenícias e dominaram toda a ilha.
Aos cartagineses seguiram-se os romanos, que em 239 a.C. receberam a ilha na sequência da derrota cartaginesa na Primeira Guerra Púnica. Em 227 a.C., foi constituída a província romana da Córsega e Sardenha. Roma institui uma administração forte e bem organizada, cuja eficácia era assegurada por uma rede de estradas muito ramificada, da qual ainda subsistem alguns troços originais e cujo traçado foi em muitos casos retomado pelas estradas atuais.
Cronologia de depois de Cristo
Na turbulência da queda do Império Romano, a Sardenha é praticamente abandonada à sua sorte no século V, tendo sofrido várias 'razias dos vândalos do norte de África durante 80 anos, entre 460 e 530 d.C. (ou 456-534 segundo outros autores). A ilha faz parte do efémero império vândalo até ser conquistada em 530 ou 534 pelo Império Bizantino. Durante o período bizantino subsistiu um reino independente na região montanhosa da Barbagia, na parte oriental da ilha que duraria nove séculos.

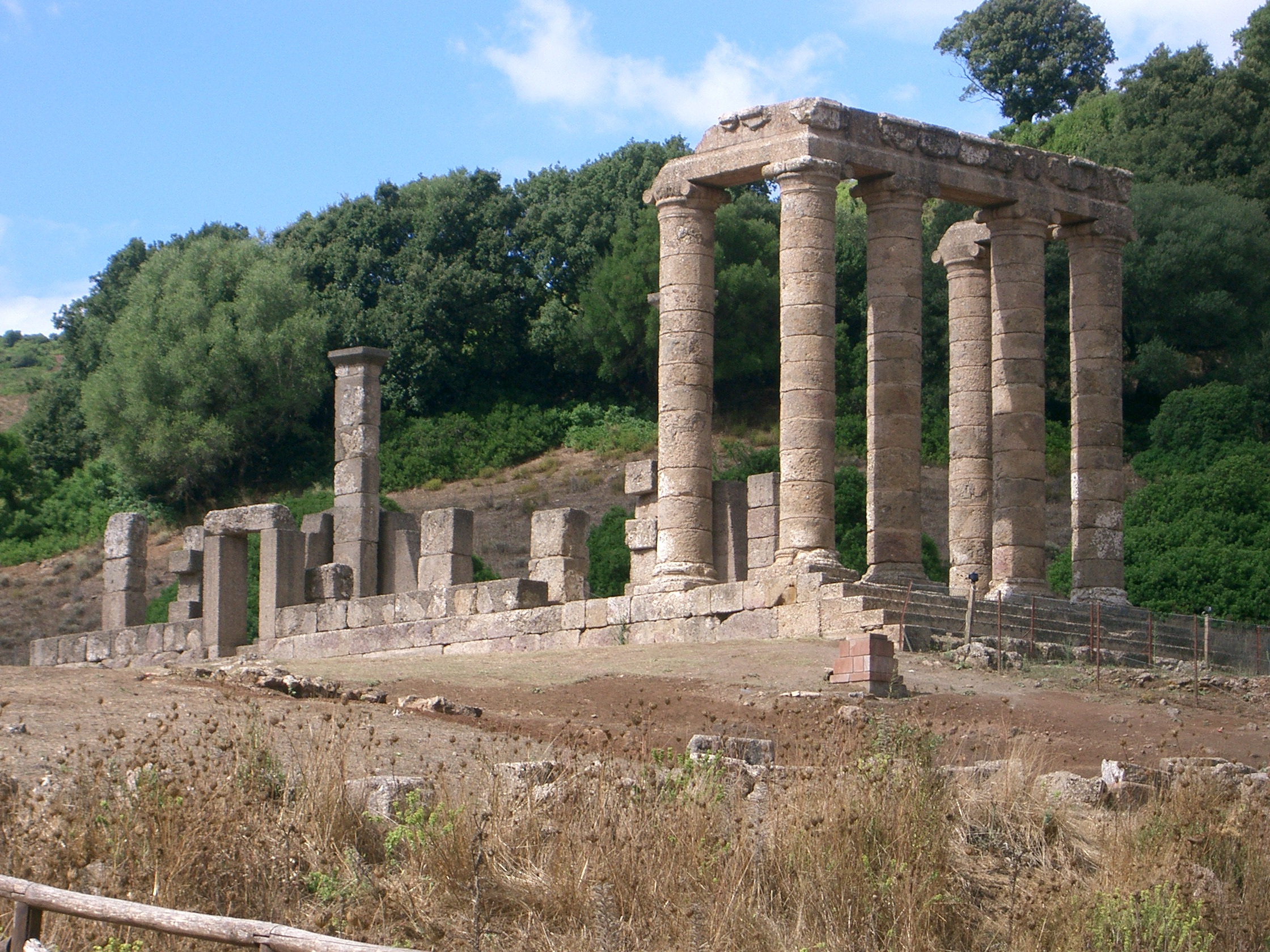
Templo cartaginês de Antas, perto de Fluminimaggiore
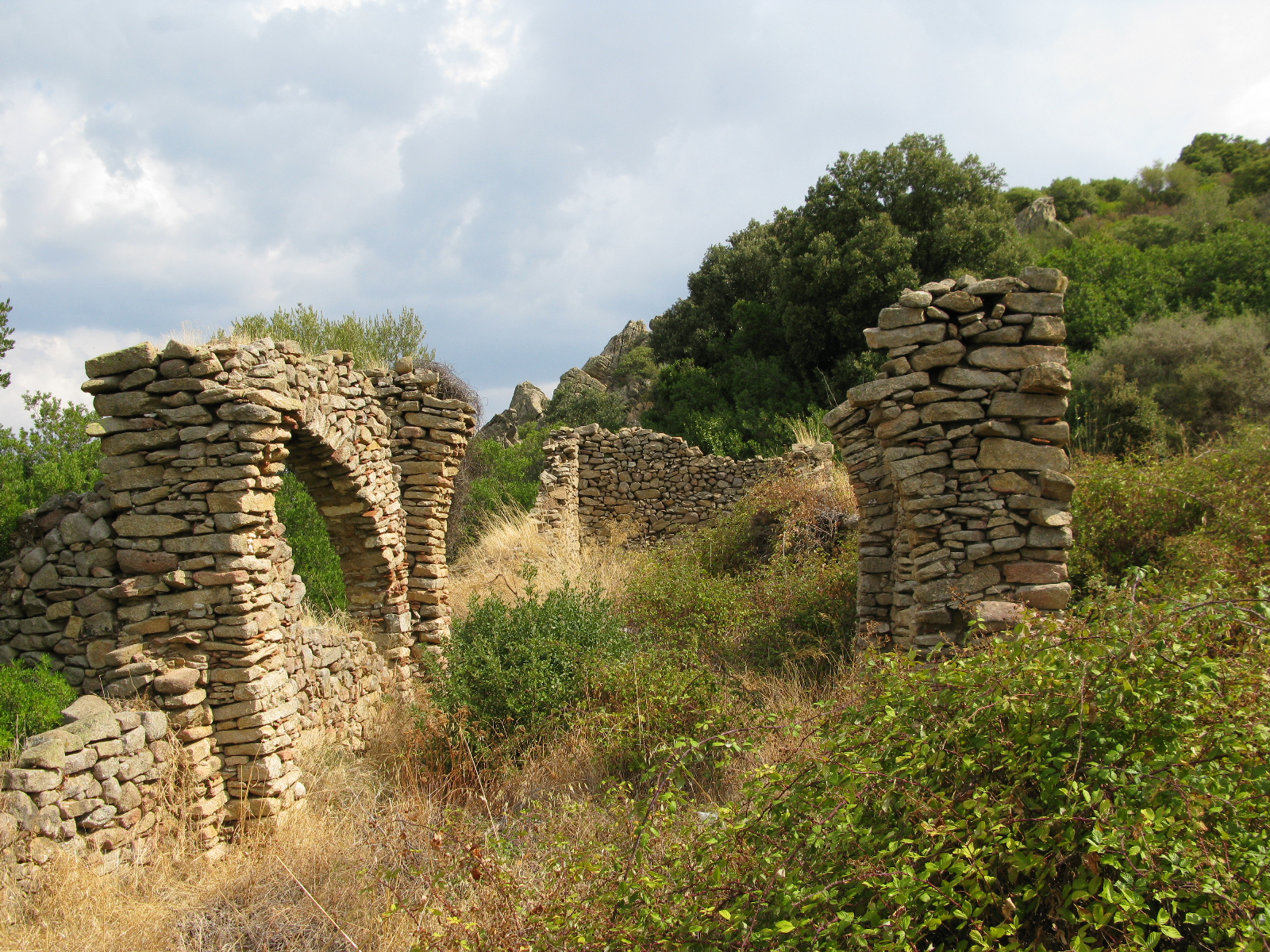
Ruínas de Sa Itria, no monte Ortobene, perto de Nùoro

A partir do século VIII, os árabes e berberes realizaram várias razias à Sardenha, o que contribui para enfraquecer a autoridade de Bizâncio sobre a ilha, cujo governador assumiu uma autoridade independente. Para melhor defesa, ele dividiu a ilha em quatro judicados: Gallura, Logudoro, Arbórea e Caralis. Em 851, esses territórios já eram quatro monarquias independentes que por várias vezes caíram no poder de Génova, Pisa e árabes.
Com diversos sobressaltos, os giudicatis sobreviveram até ao fim do século XIII, altura em que passam a ser territórios controlados pelas repúblicas marítimas italianas de Pisa e Génova, à exceção do giudicato de Arborea, que permanece independente até 1410 e autónomo até 1478, ano em que é definitivamente conquistado pelos catalães do reino de Aragão.
A 4 de abril de 1297 é formalmente criado pelo papa Bonifácio VIII o Regnum Sardiniae et Corsicae (Reino da Sardenha e Córsega), o qual é concedido como feudos ao reino de Aragão. Os aragoneses (catalães) só iniciam a conquista efetiva da ilha no século XIV, a qual só terminaria em 1409.
Os aragoneses e catalães só abandonariam a Sardenha no início do século XVIII, altura em que passou para a posse do Sacro Império Romano-Germânico. Em 1718, passou para a posse da Casa de Saboia, os governadores de Piemonte, passando o duque de Saboia a usar o título de rei da Sardenha a partir de 1720. Apesar disso, o território manteve-se autónomo até 1847. Em 1848 estalou a guerra de independência e unidade italiana, a qual foi liderada pelos rei do Piemonte-Sardenha. O reino do Piemonte-Sardenha torna-se o Reino de Itália em 1861.

## Cultura
O isolamento da Sardenha criou uma situação especial não apenas do ponto de vista linguístico mas também, de forma mais geral, cultural, ligada em alguns aspectos à Córsega.

### Línguas
As línguas mais faladas na Sardenha são o italiano e o sardo, uma língua românica claramente distinta do italiano, mais próxima do latim, com influências do fenício, do etrusco, doutras línguas do oriente próximo e inclusive do basco. Embora esteja em decréscimo de falantes, principalmente os jovens de Cagliari, para o italiano, devido a razões oficiais, ainda é muito falada. Cerca de 85% da população compreende o sardo, havendo 8 a 9% que não fala italiano, embora este número esteja em decréscimo. Praticamente todos os sardos são billingues e usam o italiano e pelo menos outra língua. Mais de um milhão de habitantes fala ao menos uma variante do sardo.

#### Variantes da língua sarda
Embora haja diversos dialetos, há duas variantes principais de sardo, que por sua vez se dividem cada uma delas em duas subvariantes:
- O logudorense (em sardo: Logudoresu em italiano:  logudorese), falado na região de Logudoro, no centro da ilha, é a variante menos influenciada por outras línguas, em resultado do isolamento geográfico. Apresenta dois dialetos, o comum e o logudorense do norte. *Ao logudorense associa-se o nuorense (nuorese), falado na região de Nùoro, uma variante mais arcaica.
- O campidanês (em sardo: Campidanesu) é falado na região de Campidano e é o mais falado na ilha. No seio do campidanês, por vezes distingue-se o ogliastrino, falado nas regiões de Lanusei, na província de Ogliastra.

#### Sassarês e galurês
No norte da ilha são falados dois idiomas diferente do sardo, considerados línguas aparentadas com o corso pela UNESCO: o sassarês e o galurês. O primeiro é chamado localmente de sassaresu ou sassarese em italiano e é falado na área que vai de Sássari até Porto Torres. O galurês ou galurano é chamado localmente de gadduresu ou gallurese em italiano é falado na região de Gallura e partilha 80% do vocabulário com a subvariante da região corsa de Sartène da variante pumuntincu ou oltramontano da língua corsa. Os restantes 20% do vocabulário são comuns ao sardo.

#### Outras línguas
Estão ainda presentes outras duas línguas românicas: uma variante do catalão oriental medieval, o alguerês,  e uma variante do genovês ou lígure, o tabarquino, falado no sudoeste, nas ilhas de Carloforte, Calasetta e San Pietro. O alguerês é falado na região nordeste, à volta da localidade portuária de Alghero (L'Alguer em catalão).

### Estatuetas sardas
Contemporâneas do final do período nurágico, entre 900 e 535 a.C., Idade do Ferro, os pequenos bronzes representavam geralmente guerreiros em armas e animais, mas também pessoas em pose de oração. Da mesma época existem também esculturas de pedra, tanto de pequeno como de grande porte.

### Pintura mural
A Sardenha é pródiga em pinturas murais,chamadas localmente de murales, que se contam aos milhares, tanto em paredes como em rochas. Frequentemente elas eram usadas para veicular mensagens políticas de cariz atual ou histórica, ou anúncios e apelos de iniciativas e coletividades locais. Entre as mais notáveis destacam-se os frescos do professor Francesco del Casino em Orgosolo, muitas delas evocativas da estética de artistas conhecidas, como Picasso, Miró e de Chirico , ou ao estilo de banda desenhada. Os murales teriam surgido no final dos anos 1960 em San Sperate, inspirados por uma ideia proveniente do México.

### Música e dança e trajes tradicionais
A técnica usada pelos cantores sardos é quase única no mundo e aproxima-se do canto difónico praticado principalmente na Mongólia.
Entre as formas musicais sardas, destaca-se o canto a tenore, um canto polifónico a quatro vozes masculinas acompanhado por um instrumento tradicional, o qual foi classificado como Património Oral e Imaterial da Humanidade.
Os coros são normalmente compostos de cinco vozes e são usados, entre outros, nos gosos, cantos religiosos.
Há diversos tipos de danças tradicionais, comumente designadas por "ballu sardu" (em italiano:  ballo sardo), nomeadamente a mais conhecida, o "ballu tundu", o "a passu" e o "ballu seriu".
O reportório sardo conta com vários hinos, a maior parte deles praticamente desconhecidos. Pode dizer-se que o único realmente famoso é o Procurad'e moderare, composto por Francesco Ignazio Mannu em 1795, dedicado à insurreição sarda de 1794.
O hino oficial do Reino da Sardenha, o "Innu Sardu", foi composto em 1843 por Giovanni Gonella. Há ainda o hino "Dimonios", da Brigada Mecanizada Sassari, composta em 1994 pelo então capitão Luciano Sechi. Outro hino popular é o "Naneddù Meù", escrito pelo poeta do final do século XIX Peppino Mereù.
Os instrumentos tradicionais sardos são muito usados no acompanhamento dos cantos e danças:
- Launeddas — o instrumento sardo por excelência, também chamado de clarinete triplo e flauta tripla, é um instrumento de sopro polifónico, composto de três partes, espécie de flautas, de tamanhos diferentes que se toca usando a técnica de respiração circular. É o instrumento mais antigo e original da Sardenha.
- Guitarra sarda — usada sobretudo nas regiões do norte (Logudoro e Gallura) para acompanhar os canto tradicional cantu a chiterra. A cantora Maria Carta usa-a nos seus concertos em Itália e nos estrangeiro.
- Organetto — uma concertina (pequeno acordeão) introduzido há não mais que dois séculos, é usado em cantos e danças.

Os trajes tradicionais das mulheres são finamente bordados e muito coloridos (verde e/ou azul, e/ou amarelo, e/ou vermelho). Presentam grande diversidade, se bem que tenham partes comuns, como sejam o xaile, a blusa, a saia comprida e a camisa branca. Da indumentária tradicional fazem também parte as peças de joalheria sarda em ouro, prata ou coral, em greal finamente trabalhadas.
O traje tradicional dos homens é de origem pastoral. Dele faz parte normalmente camisa e calças brancas, colete  e casaco negros, por vezes com partes vermelhas, um chapéu de forma original e por vezes um sobretudo de couro ou lã.

### Contos
A arreigada tradição oral da Sardenha produziu numerosos contos e lendas. Na localidade de Boroneddu há um museu da fábula sarda (Il museo della fiaba sarda) consagrado aos personagens das fábulas tradicionais.
Alguns exemplos de contos:
- Come San' Antonio rubo il fuoco al diavolo (Como Santo António roubou o fogo ao diabo);
- Il vecchio e la rupe (O velho e o rochedo)
- Mariedda del piccolo popolo delle janas (Mariedda do pequeno povo das fadas)
- La vitellina dalle corna d'oro (A vitelinha com cornos de ouro)

### Festas
Celebram-se numerosas festas na Sardenha, como o Carnaval e as procissões, de forma peculiar e tradicional. Algumas das festividades mais relevantes são:
- A Sartiglia, Sartilla ou Sartilia — é uma corrida de cavalos  de origem espanhola e medieval que se realiza no domingo e na terça-feira de carnaval em Oristano.
- Die de sa Sardigna — o dia da Sardenha, comemora a insurreição de 28 de abril de 1794; foi consagrado feriado regional em 1993.
- Procissão de Santa Maria del Mare — procissão de barcos que tem lugar a 1 de agosto em Bosa.
- Candelieri — procissão realizada a 14 de agosto em Sássari e outras localidades.
- L'Assunta — procissão realizada em Orgosolo
- La Sagra di Sant'Efisio — festa de Santo Efísio, celebra-se a 1 de maio em Cagliari, juntando numerosos participantes em trajes tradicionais.
- La Sagra di San Salvatore — procissão realizada em setembro em Cabras.
- La S'ardia — corrida de cavalos nas ruas da aldeia de Sedilo.
- Festa dos Mamuthones — celebra-se em Mamoiada no carnaval; os mamuthones são mascarados que fazem lembrar os caretos do nordeste de Portugal.
- Festa dos Merdules — celebra-se em Ottana no carnaval; os merdules são mascarados que fazem lembrar os caretos do nordeste de Portugal.
- Sagra del Redentore — realiza-se no último domingo de agosto no monte sagrado de Ortobene, perto de Nùoro.

### Gastronomia
A cozinha da Sardenha evoluiu de forma peculiar e ainda conserva muitas das suas características antigas. Alguns pratos típicos são:
- Culingiones — Uma versão local de ravioli sem carne. O recheio é uma mistura harmoniosa de acelgas, queijo de ovelha Pecorino sardo, noz-moscada e açafrão. Por vezes acompanha-se com molho de tomate e carne picada.
- Culurzones — Outra espécie de ravioli recheados com uma mistura de batata, cebola, sêmola e noz-moscada.
- Malloreddus (ou gnocchetti sardi) — Variante sarda dos gnocchi ou nhoquess, uma massa de farinha de sêmola, em forma de pequenas conchas de cerca de 2 cm. Em sardo campidanês, falado na Sardenha meridional e centro-meridional, malloreddu é um diminutivo de malloru (touro), pelo que malloreddu significa vitelinhos, porque a sua forma fazia lembrar aqueles animais às populações agro-pastoris.[nt 3]
- Pillus — outra espécie de massa.
- Porceddu (ou maialetto ou porchetto) — Leitão (porco muito jovem, até 5 kg de peso) assado no forno em covas feitas cheias de brasas e cobertas com terra. Supostamente é uma tradição dos pastores menos honestos que cozinhavam desta forma os leitões que roubavam a outros pastores. Quando os porquinhos são maiores, são partidos em dois e grelhados no espeto sobre um fogo de murta. É temperado sal, pimenta, louro, muito alho e murta, podendo também ser demolhado em filu'e ferru, uma aguardente local.
- Pane carasau (ou carasatu, carasadu, anche pane 'e fresa ou carta música) — Tipo de pão em forma de disco de massa crocante (o ruído produzido ao mastigá-lo está na origem do nome carta música). É feito à base de farinha de sêmola, trigo ou cevada e levedura (geralmente de cerveja). Acredita-se que a sua origem vem dos tempos nurágicos (1 600 a.C.). A sua longa duração — geralmente pode ser consumido uma no depois de ser preparado — tornava-o muito adequado como alimento para pastores.[nt 4]
- Pistoccu —´Espécie de pane carasau, mas mais grosseiro e espesso.
- O prato principal das festas é o churrasco de carne, geralmente temperado com murta. Além do leitão (porceddu), também se fazem churrascos com borrego, cabrito e javali.

### Queijos
O queijo mais conhecido da ilha é o pecorino sardo, célebre no mundo inteiro e classificado como "Denominação de Origem Controlada". É feito de leite de ovelha (pecora significa ovelha em italiano) de raça autóctone que se alimentam principalmente nas pastagens naturais da ilha. É comercializado em duas versões, a de meia-cura, jovem, mais adocicada e mole, e o maduro, com uma maturação mínima de dois meses, mais duro e de gosto mais forte e picante. A sua forma é circular de faces planas. É habitualmente consumido com pão (pane carasau ou pistoccu). A criação de ovelhas na ilha é uma atividade que remonta aos tempos nurágicos (1 600 a.C.), que foi explorada de forma intensiva pelos cartagineses a partir do século VI a.C.
São produzidas outras variedades de queijo, como o flor sarda, o canestrati, os caprini (estes últimos de cabra) e ainda o peculiar casu marzu, também chamado de casu modde, casu cundhídu ou, em italiano, formaggio marcio. O casu marzu é derivado do pecorino sardo e caracteriza-se pela presença de larvas vivas de mosca-do-queijo, as quais também contribuem para a fermentação. Tem um sabor picante muito intenso e foi descrito por Yaroslav Trofimov em 2000 no The Wall Street Journal como «uma cola viscosa e fétida  que queima a língua e pode afetar outras partes do corpo humano». Devido aos diversos problemas que este queijo pode trazer à saúde dos consumidores, a comercialização deste queijo está proibida em Itália. Segundo a tradição sarda só é tóxico se as larvas estiverem mortas, mas o certo é que casu marzu significa "queijo podre" num dos dialetos locais.

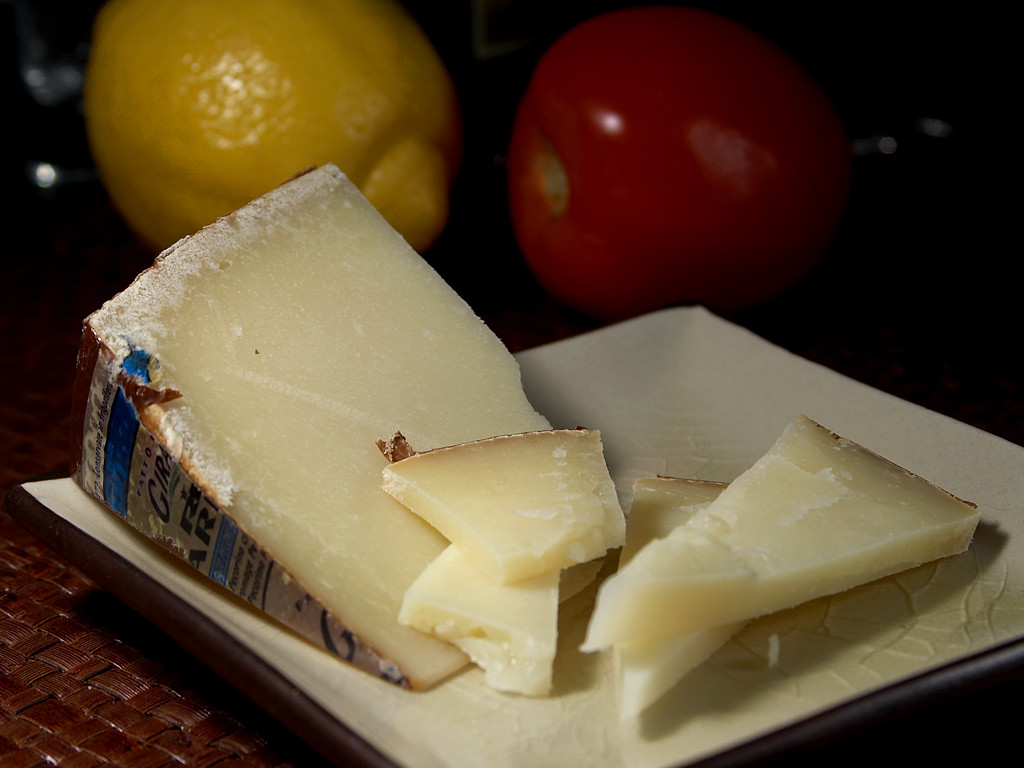
Queijo pecorino sardo
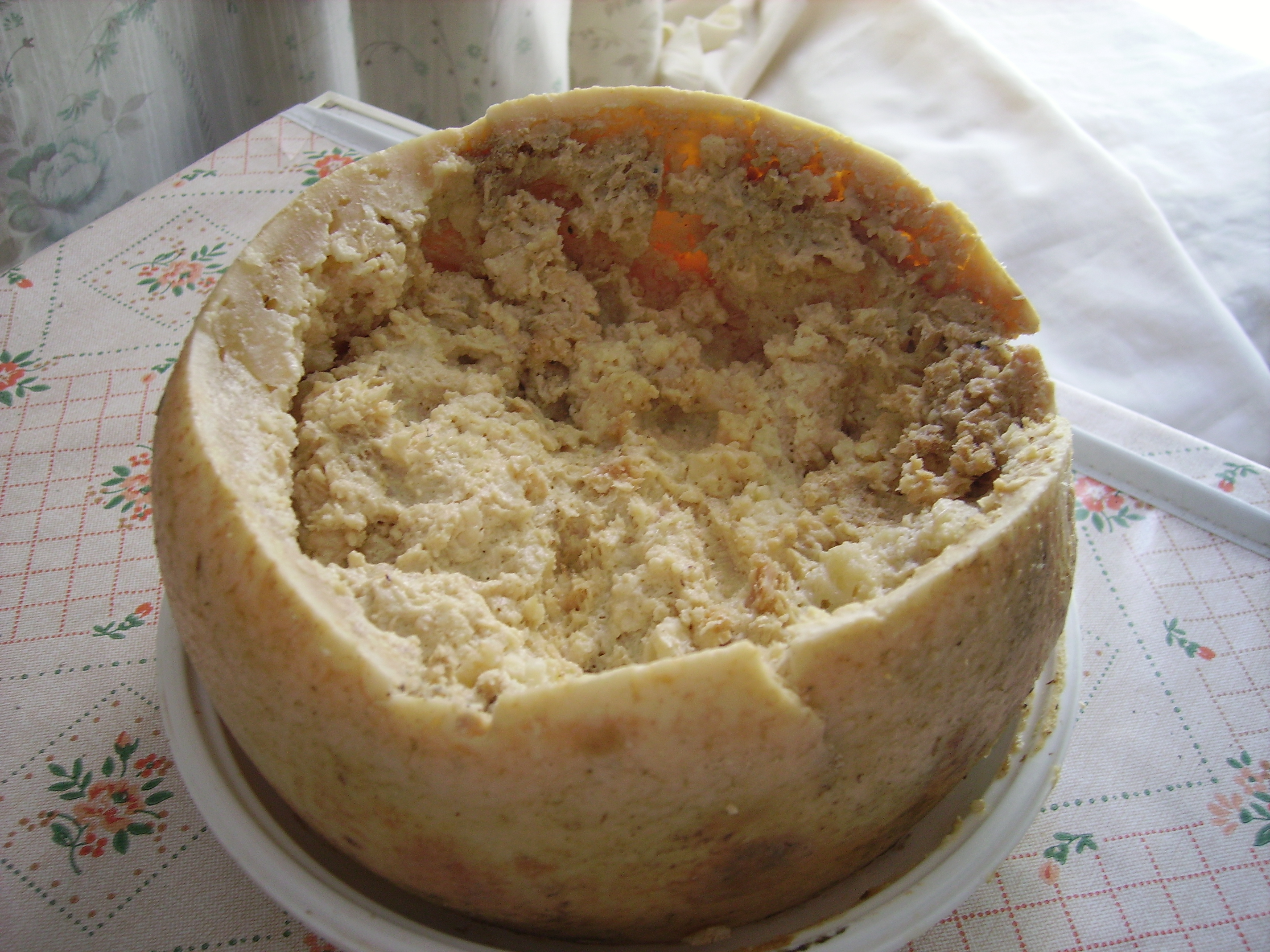
Queijo casu marzu
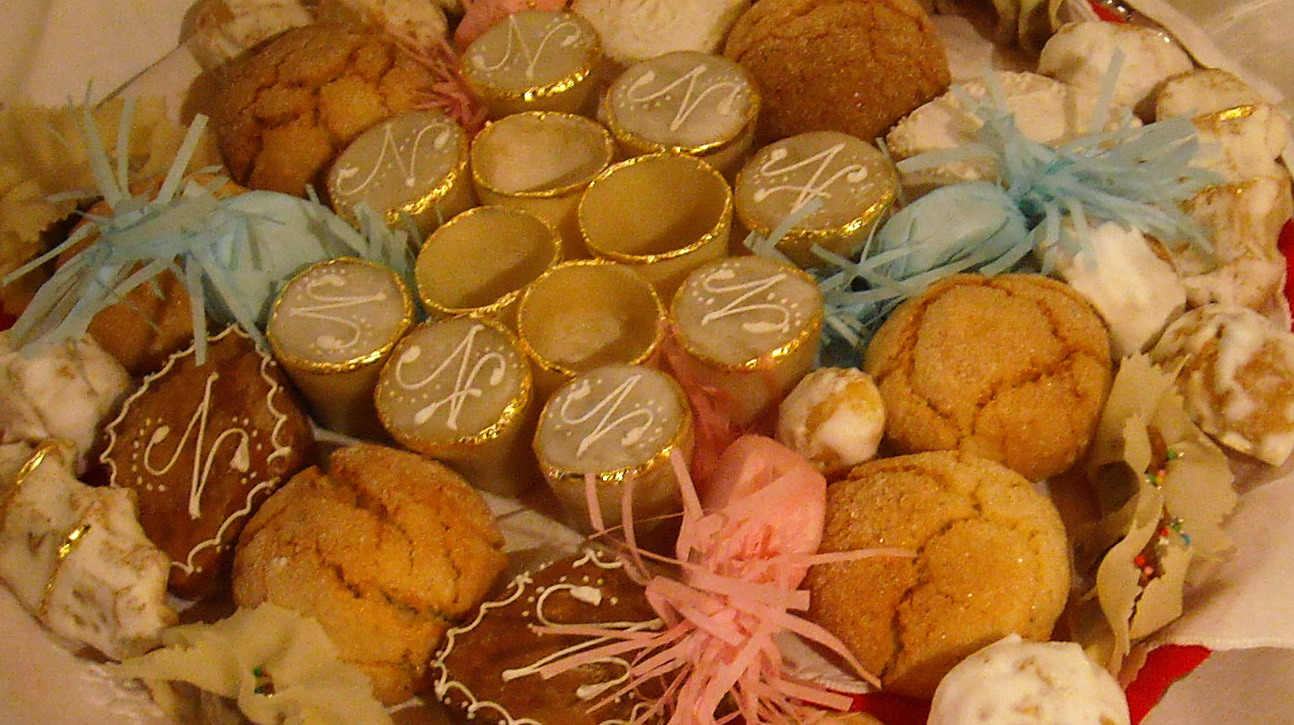
Doçaria típica da Sardenha

### Doçaria
A doçaria da ilha é sobretudo baseada em amêndoa (os amarettus ou amaretti, os gattò, etc.), em mel e diversas especiarias. Há ainda as pardule (pequenos bolos à base de ricotta [requeijão), chiacchiere (massa frita), aranzata (bolos de laranja), sebadas (massa frita com queijo e limão) e os cardinali (pequenos bolos moles), entre outros.

### Bebidas

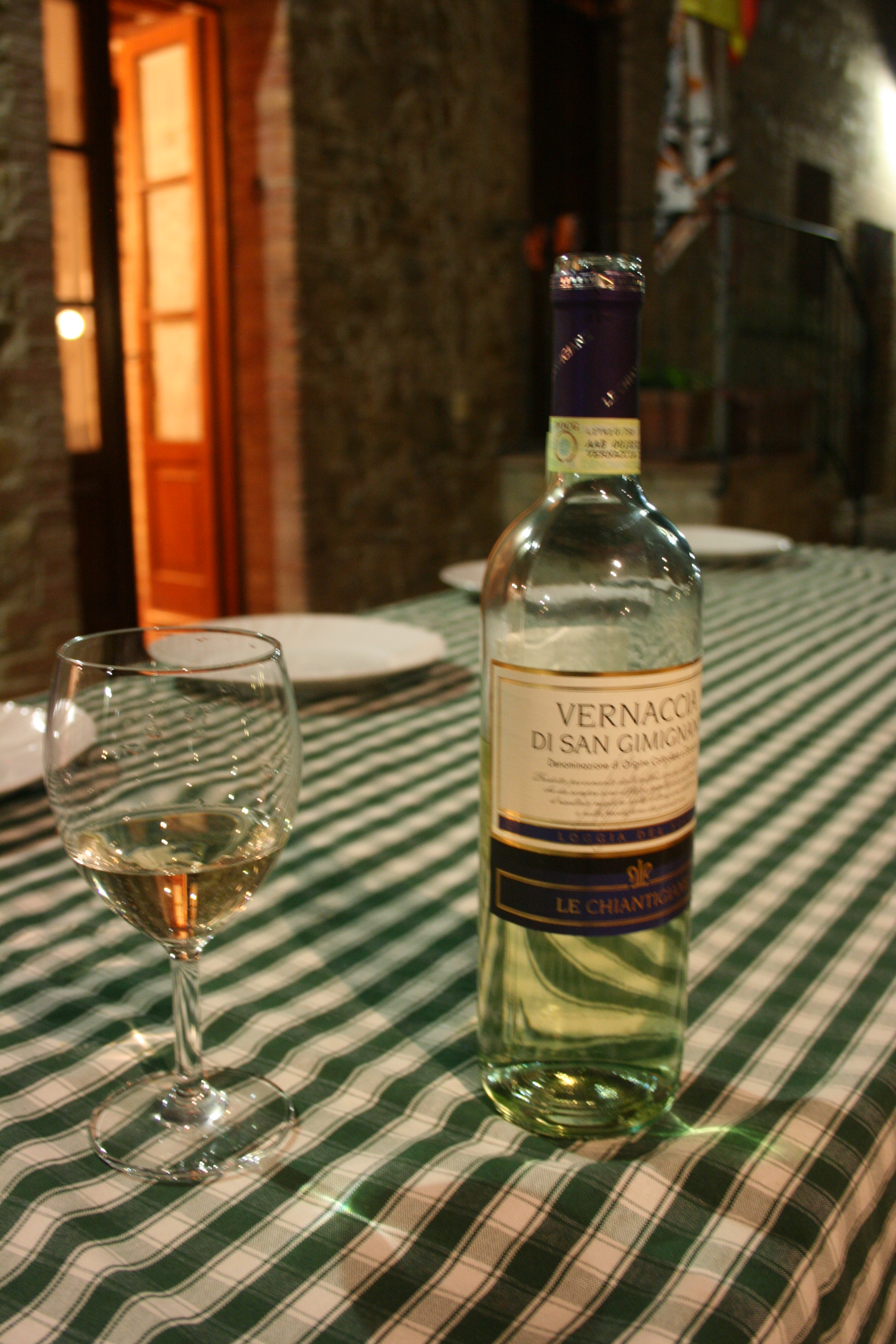
Vinho vernaccia

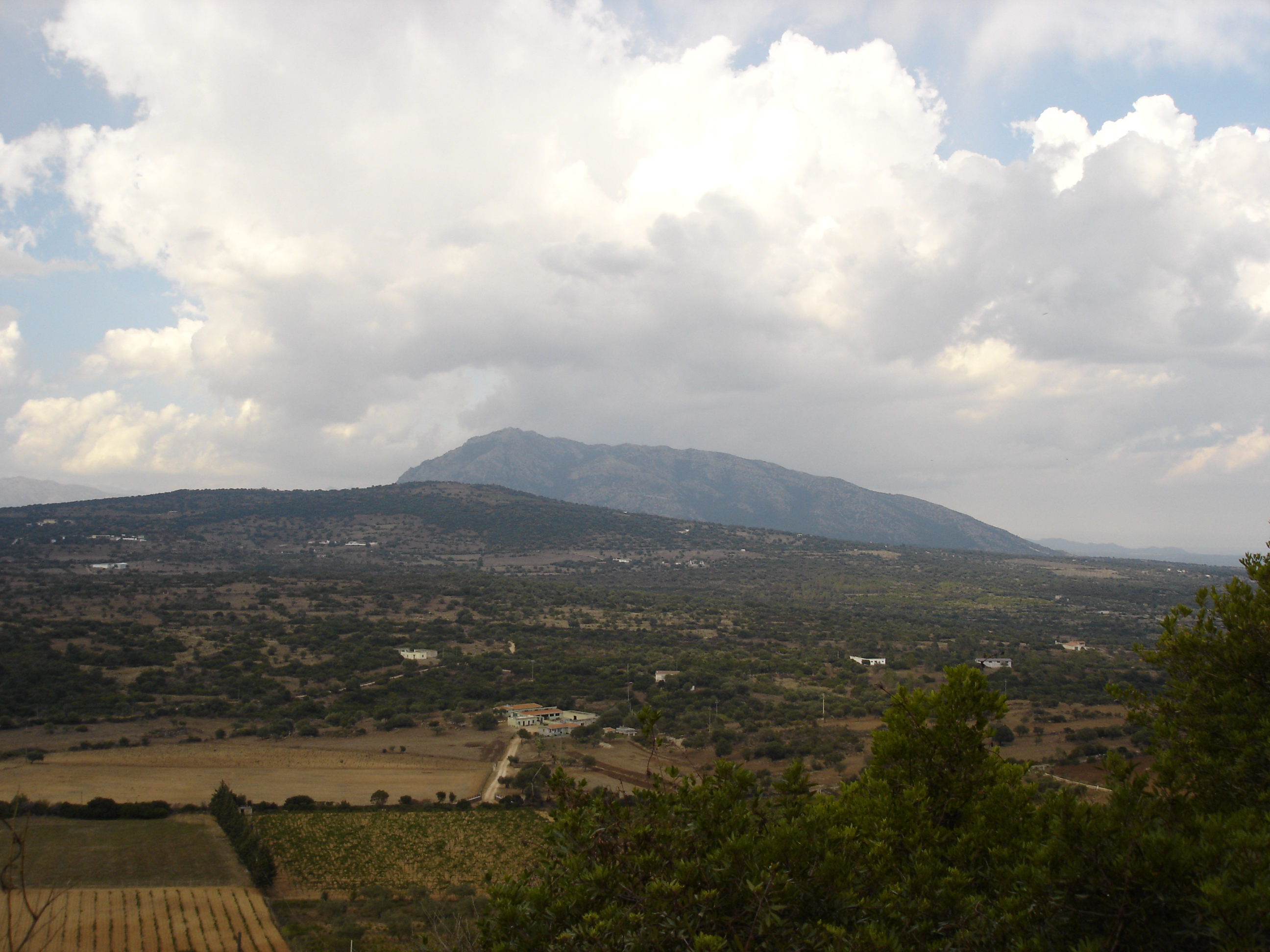
Zona de vinha perto de Nùoro

Os vinhos sardos são menos conhecidos que os de outras regiões de Itália, mas a sua fama tem vindo a crescer. As aguardentes de uva e de murta e o vernaccia, um vinho branco doce com elevado teor alcoólico são muito correntes.
| Exemplos de vinhos sardos  | Exemplos de vinhos sardos | Exemplos de vinhos sardos  |
| Nome                       | branco/tinto              | Casta                      |
| -------------------------- | ------------------------- | -------------------------- |
| Carignano                  | tinto                     | Carignan                   |
| Cannonau di Sardegna Jerzu | tinto                     | Grenache ou Garnacha tinta |
| Girò di Cagliari           |                           | Girò                       |
| Monica di Sardegna         |                           | Monica                     |
| Malvasia di Sardegna       | branco                    | Malvasia                   |
| Nasco di Cagliari          | branco                    | Nasco                      |
| Nuragus di Cagliari        | branco                    | Nuragus                    |
| Vernaccia di Oristano      | branco                    | Vernaccia di Oristano      |

Exemplos de outras bebidas alcoólicas da Sardenha:
- Mirto — Licor à base de murta, que pode ser branco ou tinto.
- Villacidro — Licor à base de anis e de açafrão; o nome provém de da localidade de Villacidro, no sul da ilha.
- Filuferru — Aguardente bagaceira, produzida por destilação de bagaço de uva; o nome significa fio de ferro.
- Amaro Sardo — Licor amargo produzido com ervas aromáticas
- Limoncello — Licor à base de sumo de limão, típico do Sul de Itália, mas produzido igualmente na Sardenha.
- Ichnusa — Marca de cerveja tipo lager aromatizada com lúpulo, que lhe confere um sabor liegiramente amargo; é produzida desde 1912; desde 1986 é propriedade da multinacional holandesa Heineken.

### Desporto
Cagliari é a sede do Cagliari Calcio, um clube de futebol fundado em 1920 que joga na séria A do campeonato italiano de futebol. Ganhou esse campeonato na época de 1969/70, tornando-se o primeiro clube do sul de Itália a conseguir tal resultado. Os jogos caseiros são disputados no estádio Sant'Elia, baptizado com o nome da área onde se encontra; tem capacidade para 23 486 espectadores, foi construído em 1970 e renovado para o campeonato do mundo de 1990.
A Sardenha tem uma forte tradição de dardos, uma modalidade que muitos acreditam ter tido origem na região de Sássari no fim do século XV. Nesses tempos os dardos eram talhados em madeira de faia, usando-se penas de do caimão-comum (Porphyrio porphyrio) nativo, conhecido localmente como pollo sultano, uma ave famosa pela sua plumagem violeta azulada.
Na província de Sássari situa-se o Autódromo de Mores, o único circuito da Federação Internacional do Automóvel (FIA) na Sardenha homologado pela Commissione Sportiva Automobilistica Italiana (a federação de desporto automóvel italiana) para automóveis e pelo IMF (federação de motociclismo) para motos.

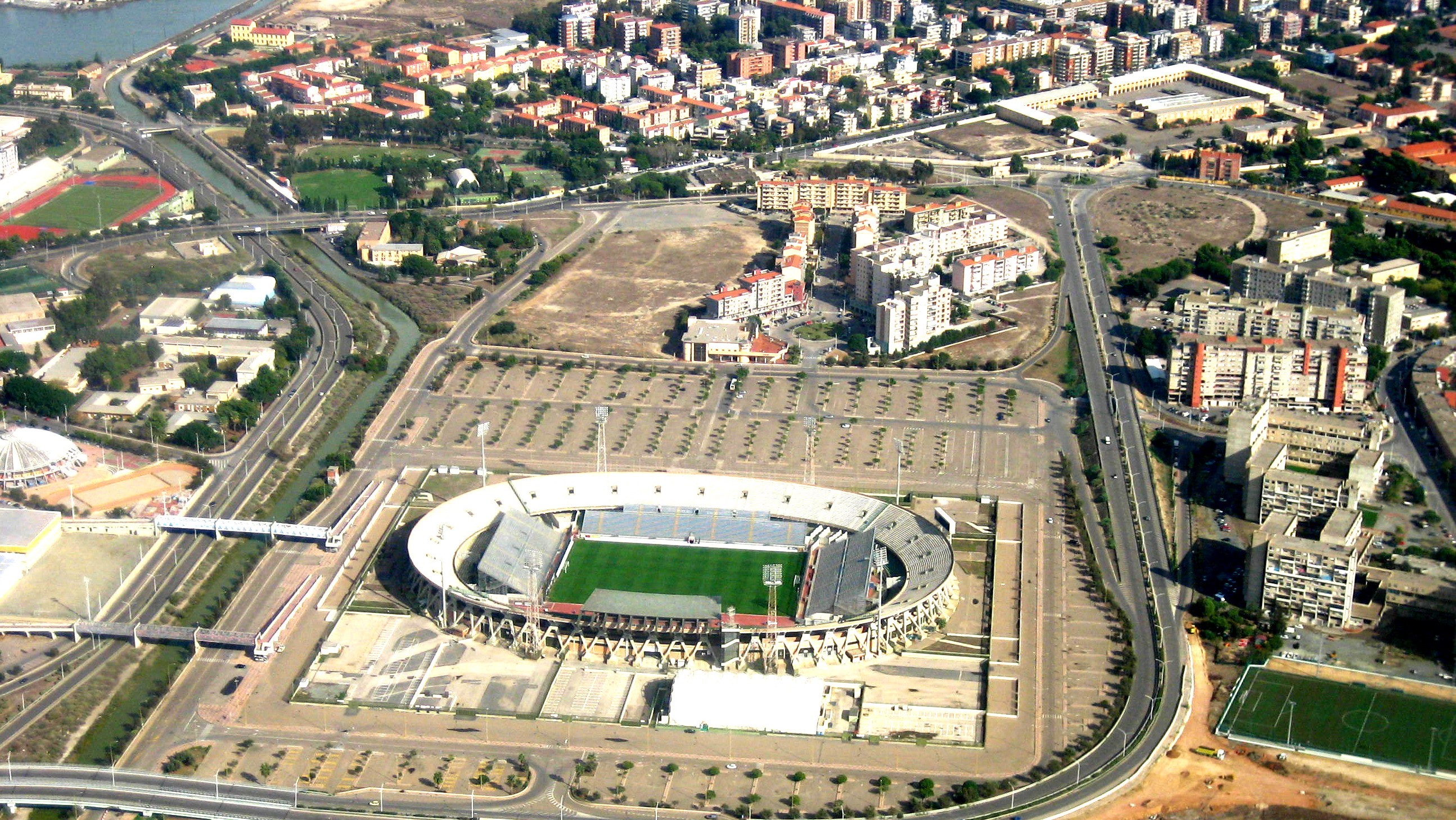
Estádio de Sant' Elia em Cagliari
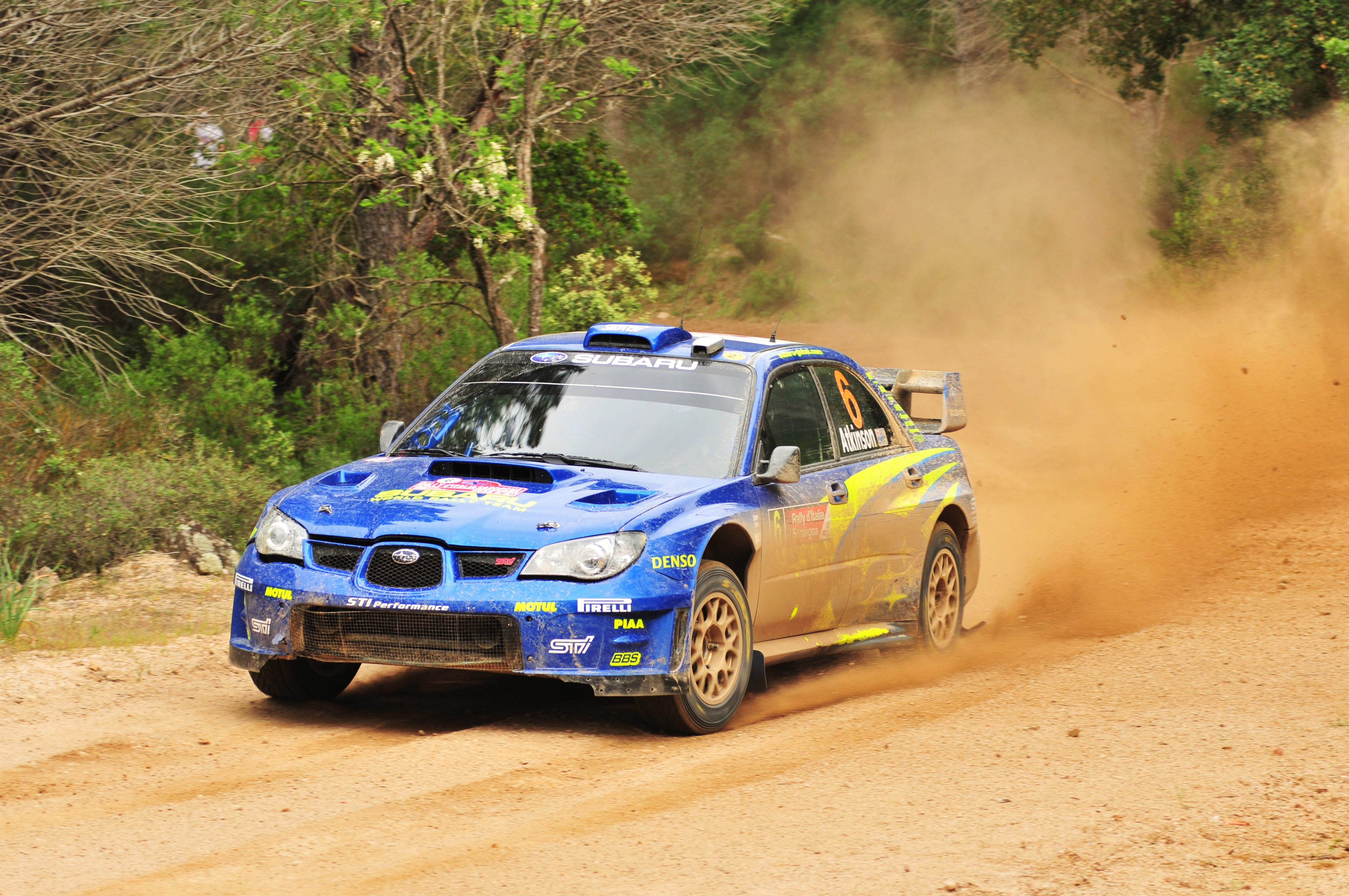
Piloto Chris Atkinson no Rali da Sardenha de 2008
Windsurf em Porto Pollo

Cagliari acolheu uma prova de Fórmula 3000 em 2002 e 2003, num circuito de 2,414 km à volta do estádio de Sant'Elia.
Desde 2004 que Ólbia acolhe o Rali da Sardenha, uma prova do Campeonato Mundial de Rali da FIA. O rali realiza-se em estradas estreitas, sinuosas e esburacadas em zonas arenosas e de montanha em volta da glamorosa localidade de Porto Cervo.
Cagliari é palco de várias regatas regulares internacionais, como os campeonatos de RC44 (Russell Coutts 44), Farr 40 e Audi MedCup, tendo todos eles com a participação de concorrentes da America's Cup, como a BMW Oracle Racing, Mascalzone Latino e Team New Zealand. A Louis Vuitton Cup de 2010 terá lugar na Sardenha, no arquipélago de Maddalena.
A baía de Porto Pollo (ou Porto Puddu), a norte de Palau, é muito popular entre os praticantes de windsurf e kitesurf. Devido ao efeito Venturi que se verifica entre a Sardenha e a Córsega, os ventos de ocidente aceleram entre as duas ilhas, criando os ventos que tornam Porto Pollo tão popular entre os entusiastas de windsurf. A baía está dividida por uma estreita língua de areia que separa as áreas para praticantes de windsurf avançados e para os principiantes e intermédios, existindo ainda uma área para kitesurf. Muitos surfistas de freestyle vão à Sardenha para treinar e em 2007 realizou-se a final do concurso freestyle pro kids Europe. Em 2005, realizou-se na praia de Vignola, na comuna de Trinità d'Agultu e Vignola, o campeonato mundial de kitesurf.
O Sa Istrumpa, também conhecido como wrestling sardo é um desporto tradicional da Sardenha, reconhecido oficialmente pela Comité Olímpico Nacional de Itália (Comitato Olimpico Nazionale Italiano) e pela Federação Internacional de Wrestling Celta (International Federation of Celtic Wrestling).

### Universidades
Existem duas universidades na Sardenha, uma em Cagliari e outra em Sássari. A Universidade de Cagliari foi fundada em 1607 e em 2009 tinha aproximadamente 35 000 alunos.  A Universidade de Sássari foi fundada em 1562, é especialmente conhecida pelos seus curso de direito e  em 2006 tinha 15 441 alunos e cerca de 650 docentes.

## Economia

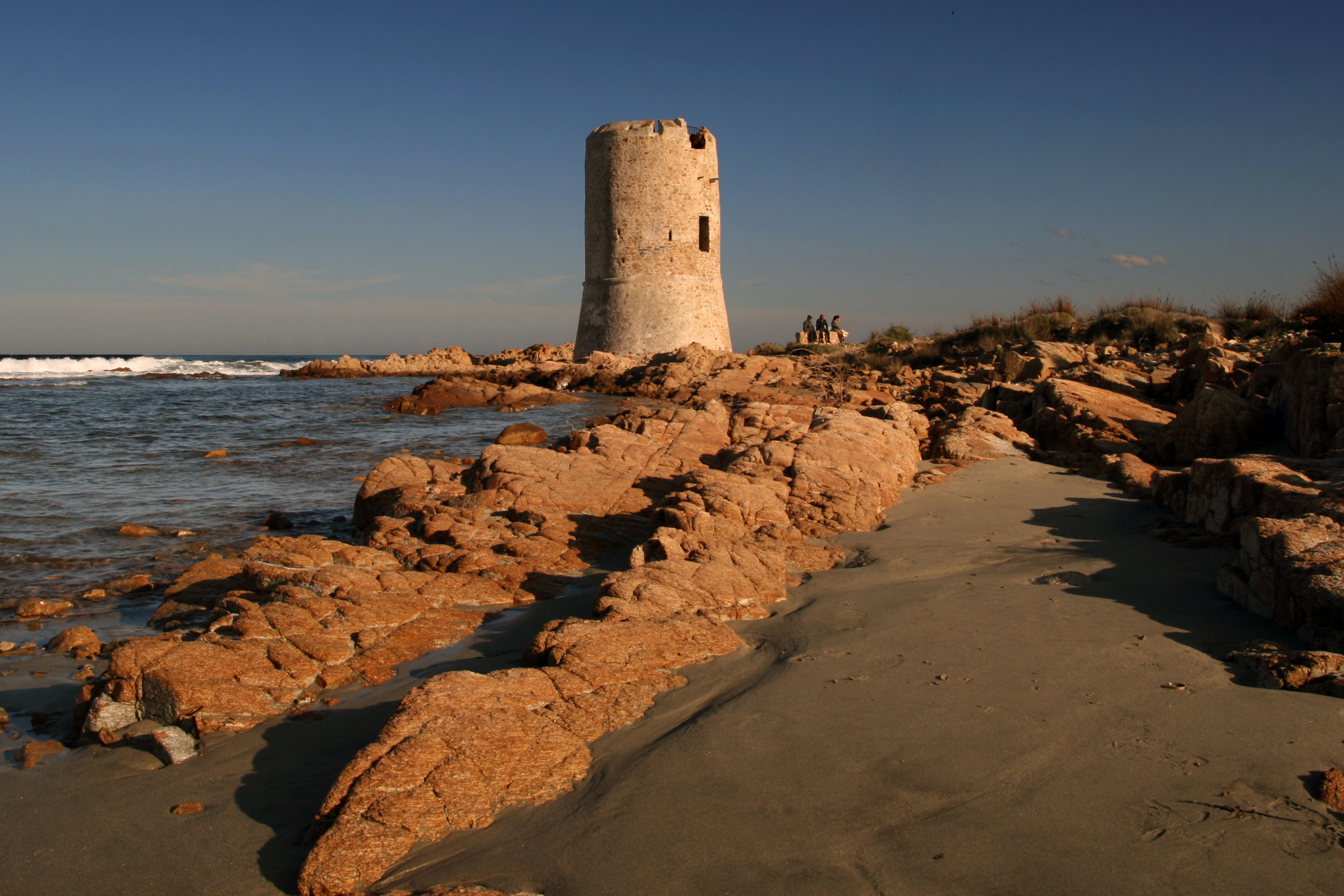
Praia La Caletta, perto de Siniscola

Os recursos económicos da Sardenha são principalmente de dois tipos: os tradicionais, como a pecuária e os novos, como o turismo. Apesar destes, a taxa de desemprego é usualmente muito alta (12% em 2005), sobretudo entre os jovens (22%) em 2005,  valores apesar de tudo inferiores aos das regiões do sul da Itália continental. Enquanto esta situação não é resolvida, haverá mal-estar e emigração, assistindo-se a um despovoamento do interior. A União Europeia respondeu aos apelos de ajuda autorizando em 1999 um regime de ajudas ao emprego sob a forma de redução de encargos sociais.
À parte das assimetrias, a Sardenha como um todo encontra-se entre as regiões europeias do sul melhor posicionadas em termos económicos. O desenvolvimento económico é mais notório em regiões interiores das províncias de Cagliari e Sássari. De acordo com o Eurostat, o Produto Interno Bruto em 2007 foi 33 823,2 milhões de Euros. O PIB per capita em 2009 foi de 20 627 €.
A economia da região é penalizada pelos altos custos dos transportes de mercadorias e eletricidade, que são o dobro dos das regiões continentais de Itália.

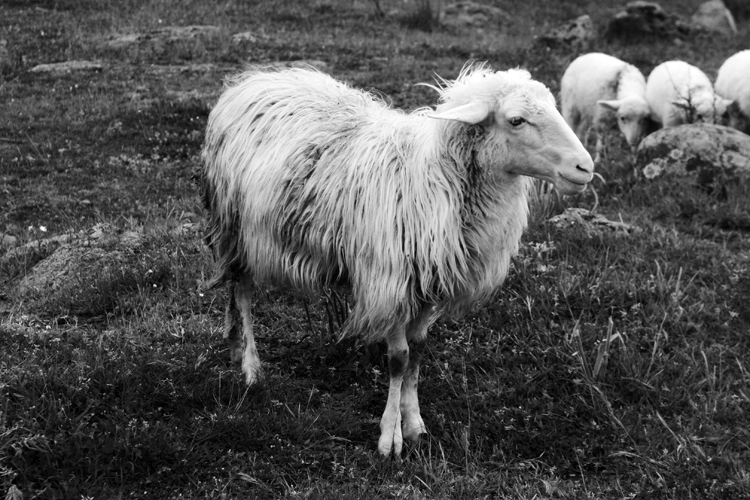
Ovelha de raça sarda (brabei sarda em)

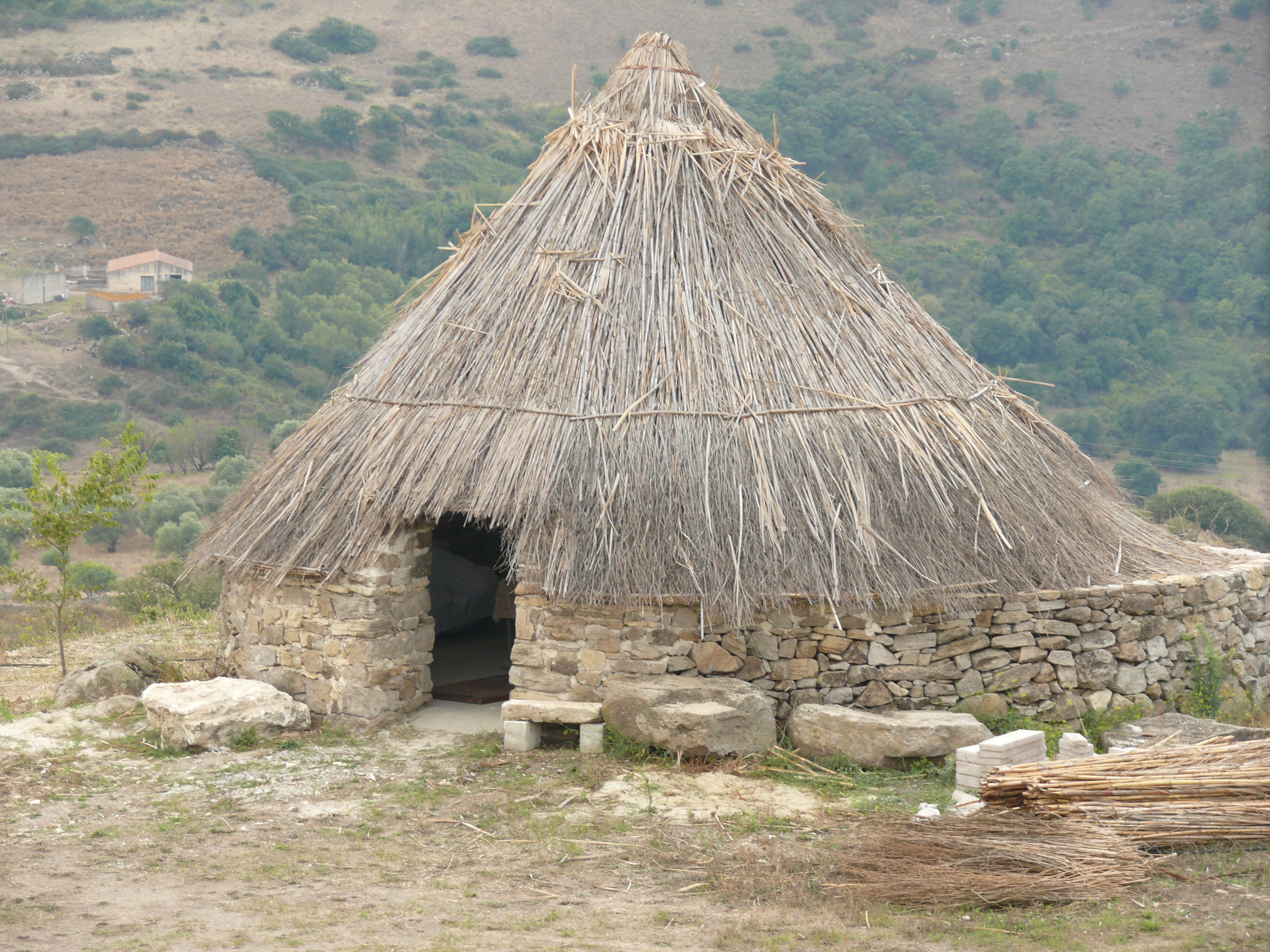
Choupana de pastores na região de Mejlogu, província de Sássari

| Evolução do PIB da Sardenha entre 2000 e 2007 | Evolução do PIB da Sardenha entre 2000 e 2007 | Evolução do PIB da Sardenha entre 2000 e 2007 | Evolução do PIB da Sardenha entre 2000 e 2007 | Evolução do PIB da Sardenha entre 2000 e 2007 | Evolução do PIB da Sardenha entre 2000 e 2007 | Evolução do PIB da Sardenha entre 2000 e 2007 | Evolução do PIB da Sardenha entre 2000 e 2007 | Evolução do PIB da Sardenha entre 2000 e 2007 |
|                                               | 2000                                          | 2001                                          | 2002                                          | 2003                                          | 2004                                          | 2005                                          | 2006                                          | 2007                                          |
| --------------------------------------------- | --------------------------------------------- | --------------------------------------------- | --------------------------------------------- | --------------------------------------------- | --------------------------------------------- | --------------------------------------------- | --------------------------------------------- | --------------------------------------------- |
| nominal (milhões de €)                        | 25 958,1                                      | 27 547,6                                      | 28 151,6                                      | 29 487,3                                      | 30 595,5                                      | 31 421,3                                      | 32 579,0                                      | 33 823,2                                      |
| per capita (€)                                | 15 861,0                                      | 16 871,4                                      | 17 226,5                                      | 17 975,7                                      | 18 581,0                                      | 19 009,8                                      | 19 654,3                                      | 20 444,1                                      |

### Setor primário
O setor primário é muito importante, especialmente a criação de cabras e ovelhas e o fabrico de queijos, mas também a agricultura em geral e o setor dos vinhos, que têm vindo a ganhar fama internacional.

#### Pecuária
A pecuária está muito implantada na Sardenha, sobretudo nas regiões montanhosas, pelo que tem uma grande importância não só económica como social. Os rebanhos são principalmente de ovinos e caprinos que produzem carne e leite que é usado para o fabrico de queijo. Em 1999 a ilha tinha 189 000 caprinos. A Sardenha é o principal exportador de queijo para os Estados Unidos e Canadá.
Estão recenseados aproximadamente 15 000 produtores de ovinos e caprinos, os quais procuram aumentar a produção de produtos de maior valor acrescentado, nomeadamente os de Denominação de Origem Controlada e outros tipo de Indicação Geográfica Protegida. Entre as atividades associadas ao melhoramento da produção pecuária da ilha podem-se citar, por exemplo, os estudos levados a cabo pelo Istituto Zootecnico e Caseario per la Sardegna e as associações de produtores pecuários de Nùoro e Cagliari sobre a cabra de raça sarda.

#### Agricultura
A agricultura é muito diversificada, encontrando-se desde trigo e outros cerais, fruta (citrinos, cereja, etc.), vegetais como alcachofra, açafrão, azeitona para produção de azeite, cortiça, vinha, etc. O vinho é produzido desde os tempos nurágicos.
A agricultura foi modernizada especialmente na planície de Campidano, onde se produzem hortaliças, citrinos e arroz.

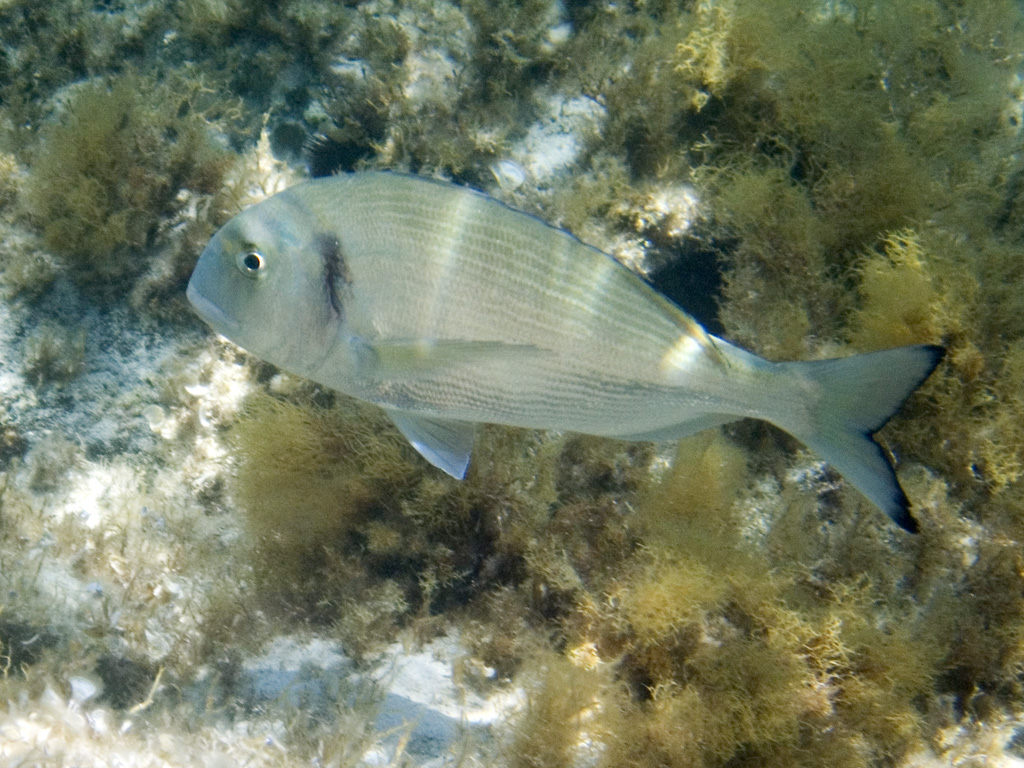
Dourada na costa noroeste

A exploração de cortiça ocorre principalmente na parte norte da região de Gallura, na zona de Calangianus e Tempio Pausania, onde existem 130 empresas nesse ramo que tem sido um dos motores do desenvolvimento económico da Sardenha. Todos os anos são extraídos 200 000 quintais de cortiça, sendo 40% do produto final exportado.

#### Pesca
A pesca é também uma atividade importante, embora não tanto como se esperaria numa ilha — por razões históricas, não há uma tradição marítima assim tão forte. No entanto, é de alguma importância a pesca de enguias, que se pratica desde a Antiguidade e do atum. Os atuns de Portoscuso são exportados para todo o mundo, com destaque para o Japão.

#### Minas
A sardenha dispõe de vastos recursos minerais, existindo minas um pouco por toda a ilha. No entanto, a maior concentração encontra-se no sudoeste. Há vestígios de explorações mineiras com mais de 8 000 anos, cuja riqueza contribuiu desde cedo para atrair comerciantes e invasores.
| Principais minérios da Sardenha                                                | Principais minérios da Sardenha                                                                                                  | Principais minérios da Sardenha |
| Ferro                                                                          | Cálcio | Outros |
| ------------------------------------------------------------------------------ | --- | --- |
| - Calcopirite (também contém cobre) - Siderite - Pirite - Magnetite - Hematite | - Granito (também contém alumínio) - Dolomite (também contém magnésio) - Aragonite - Fluorite (também contém fluoreto) - Calcite | - Cinábrio (também contém mercúrio) - Coríndon (também contém alumínio) - Galena (também contém chumbo) - Greda (também contém calcário et argila) |

As atividades mineiras mais importantes são o carvão (em Carbonia e Bacu Abis), antimónio (Villasalto), ouro (Furtei), bauxite (Olmedo), chumbo e zinco (Iglesiente, Nurra). Há também explorações de prata.
Ao contrário dos restantes minérios, que foram explorados desde a Antiguidade, principalmente durante o período romano, a mineração de ouro só foi iniciada em 1997, utilizando uma nova técnica desenvolvida na Europa.
A extração de granito é uma indústria florescente no norte da ilha. A região de Gallura tem cerca de 260 empresas que exploram 60 pedreiras de onde é extraído 75% de todo o granito italiano.
A exploração de sal marinho, uma atividade de grande importância no passado, ainda se pratica.

### Indústria
As principais indústrias da ilha são químicas. As mais importantes resultaram de um plano de desenvolvimento económico posto em prática nos anos 1960, baseado em monocultura industrial. A crise mundial da indústria química teve grande repercussão na ilha e esses efeitos foram amplificados pelo abaixamento de produção nas minas de alumínio, carvão e chumbo.
| Principais indústrias da Sardenha | Principais indústrias da Sardenha           |
| Tipo | Locais                                      |
| --- | ------------------------------------------- |
| Química | Porto Torres, Cagliari, Villacidro e Ottana |
| Petroquímica | Porto Torres e Sarroch                      |
| Cimento | Cagliari                                    |
| Farmacêutica | Sassari                                     |
| Metalo-mecânica | Porto Scuso, Porto Vesme e Villacidro       |
| Construção de plataformas petrolíferas                                                                                                   | Arbatax (Tortolì)                           |
| Construção e reparação naval | Arbatax, Ólbia e Porto Torres               |
| Alimentar |                                             |
| Refinarias de açúcar | Villasor e Oristano                         |
| Lacticínios | Arborea, Macomer e Thiesi                   |
| Transformação de peixe | Ólbia                                       |
| Há ainda diversas manufaturas e indústrias artesanais que produzem tapetes, têxteis, renda, cestaria e joalheria, nomeadamente de coral. |                                             |

#### Energia

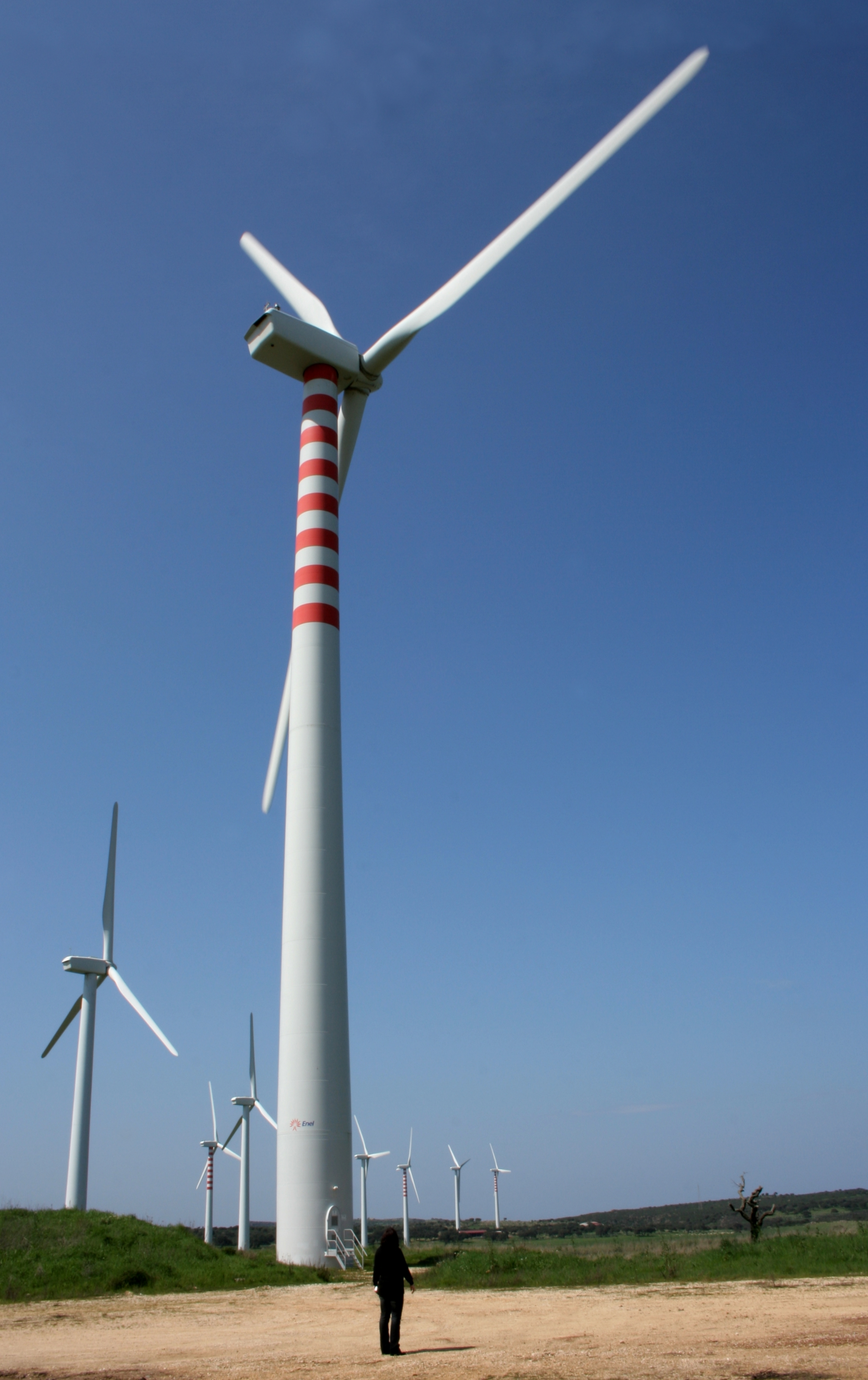
Parque eólico em Sedini, província de Sássari

A Sardenha é a única região italiana que produz mais eletricidade do que aquela que consome, pelo que os graves problemas de abastecimento de eletricidade sentidos em Itália em 2003 não afetaram a ilha. No entanto, a insuficiência de linhas de transmissão prejudique a exportação de energia — a ilha encontra-se a mais de 400 km do continente. Até 2009, a única linha de transmissão de energia elétrica que ligava a ilha com o continente era a SACOI, construída em 1965, que serve igualmente a Córsega. Em 2009, o novo cabo submarino SAPEI entrou em operação, ligando a central termoelétrica de Fiume Santo, situada no golfo de Asinara, no noroeste da ilha, a Latina, na península itálica.
Está previsto que até 2014 essa central fique equipada com uma nova unidade de carvão de 410 MW, que irá aumentar a potência instalada (1 041 MW em 2009) em 40%.
Em 2009 a Sardenha era a única região de Itália que não era abastecida de gás natural por gasoduto, mas essa situação era mudar com a entrada em funcionamento do gasoduto submarino GALSI atualmente em construção, que em 2012 ligará a Argélia com a Sardenha, Córsega e Itália continental.
A região está igualmente empenhada no aproveitamento de energias renováveis, nomeadamente com a liderança do projeto ENERMED (ENERgia MEDiterrâneo), integrado no programa INTERREG da União Europeia e financiado pelo Fundo Europeu de Desenvolvimento Regional (FEDER). O potencial para o aproveitamento da energia eólica é muito grande, principalmente no norte da ilha, dada a presença de ventos regulares, a existência de grandes espaços com baixa densidade populacional com acesso fácil, fatores que levam a União Europeia a considerar o norte da Sardenha o local ideal para o desenvolvimento deste tipo de exploração e a financiar iniciativas nesse sentido. Os objetivos são contribuir para a independência energética e o cumprimento do Protocolo de Quioto.
Em 2004 uma parceria da Électricité de France (EDF) e a italiana Enel instalou uma central eólica de 22 MW. A Enel foi mais longe e em 2006 instalou um parque eólico em Sedini com 54 MW. Em 2008, uma parceria entre uma subsidiária da EDF e uma empresa local, a Fri-El Green Power, colocou em serviço em gerador eólico de 70 MW em Campidano.

### Setor terciário
A economia da região está atualmente muito focada no setor terciário, o qual está muito desenvolvido é responsável por 67.8% dos empregos. As principais atividades são o comércio, serviços, tecnologias da informação, administração pública e turismo.

#### Turismo

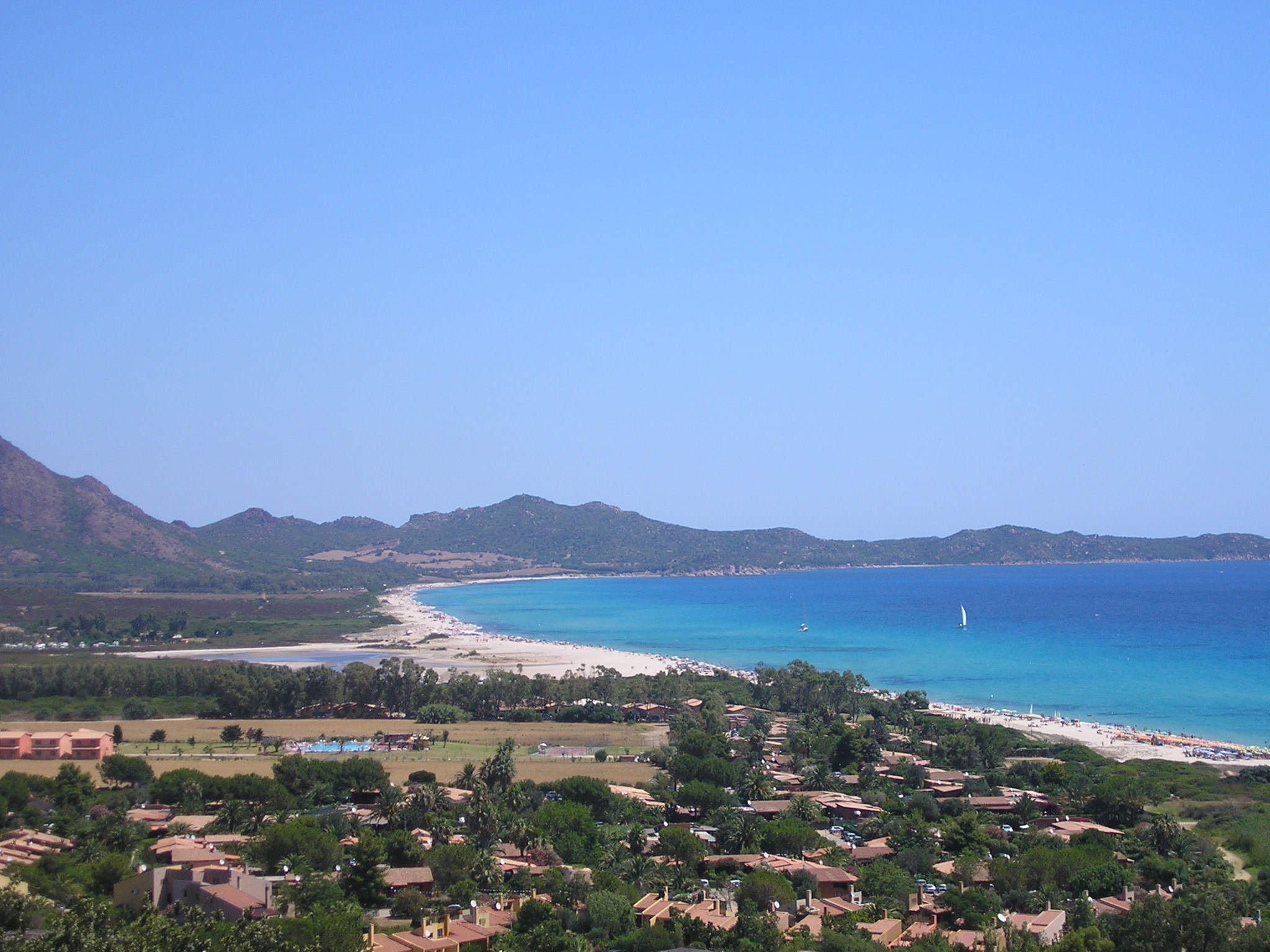
Costa Rei, na comuna de Muravera, no sul

Este setor é o mais importante da ilha, com 2 721 empresas ativas e 189 239 quartos (dados de 2008). Em 2008 passaram 11 896 674 de passageiros pelos aeroportos da ilha (mais 1,4% que no ano anterior, apesar da crise internacional). No mesmo anos houve 12 290 414 turistas (mais 1,1% que no ano anterior).
A ilha é particularmente famosa pelas suas praias mas existem outros lugares interessantes. Entre os locais mais procurados pelos turistas encontram-se a Costa Smeralda, a vila catalã de Alghero, o maciço montanhoso de Gennargentu e suas aldeias e o pequeno porto de Bosa, dominado por uma fortaleza. Recentemente foram construídos numerosos complexos hoteleiros no sudeste (Villasimius e Muravera) e sul-sudoeste (Pula e Chia, na comuna de Domus de Maria).
Em 1994, o arquipélago de La Maddalena foi classificado como um parque nacional marinho com 15 046 ha de superfície marítima e 180 km de costas.
O desenvolvimento das infraestruturas turísticas, o clima, os vestígios arqueológicos (nurago,  etc.), fazem da Sardenha um destino atrativo, que para mais  de 10 milhões de turistas anualmente, 80% dos quais em julho e agosto.
Entre o artesanato popular entre os turistas encontram-se as peças de cortiça, como postais ilustrados, tabuleiros e outros objetos.

## Transportes

### Transportes aéreos
| Principais aeroportos da Sardenha | Principais aeroportos da Sardenha | Principais aeroportos da Sardenha | Principais aeroportos da Sardenha | Principais aeroportos da Sardenha |
| Nome                              | Códigos                           | Códigos                           | Cidade(s) mais próximas           | Coordenadas                       |
| Nome                              | IATA                              | ICAO                              | Cidade(s) mais próximas           | Coordenadas                       |
| --------------------------------- | --------------------------------- | --------------------------------- | --------------------------------- | --------------------------------- |
| Cagliari-Elmas                    | CAG                               | LIEE                              | Cagliari, Elmas                   | 39° 15' 5.29" N 9° 3' 15.42" E    |
| Alghero-Fertilia                  | AHO                               | LIEA                              | Alghero                           | 39° 15' 5.29" N 9° 3' 15.42" E    |
| Ólbia                             | OLB                               | LIEO                              | Ólbia (Costa Smeralda)            | 40° 53' 9" N 9° 31' 1" E          |

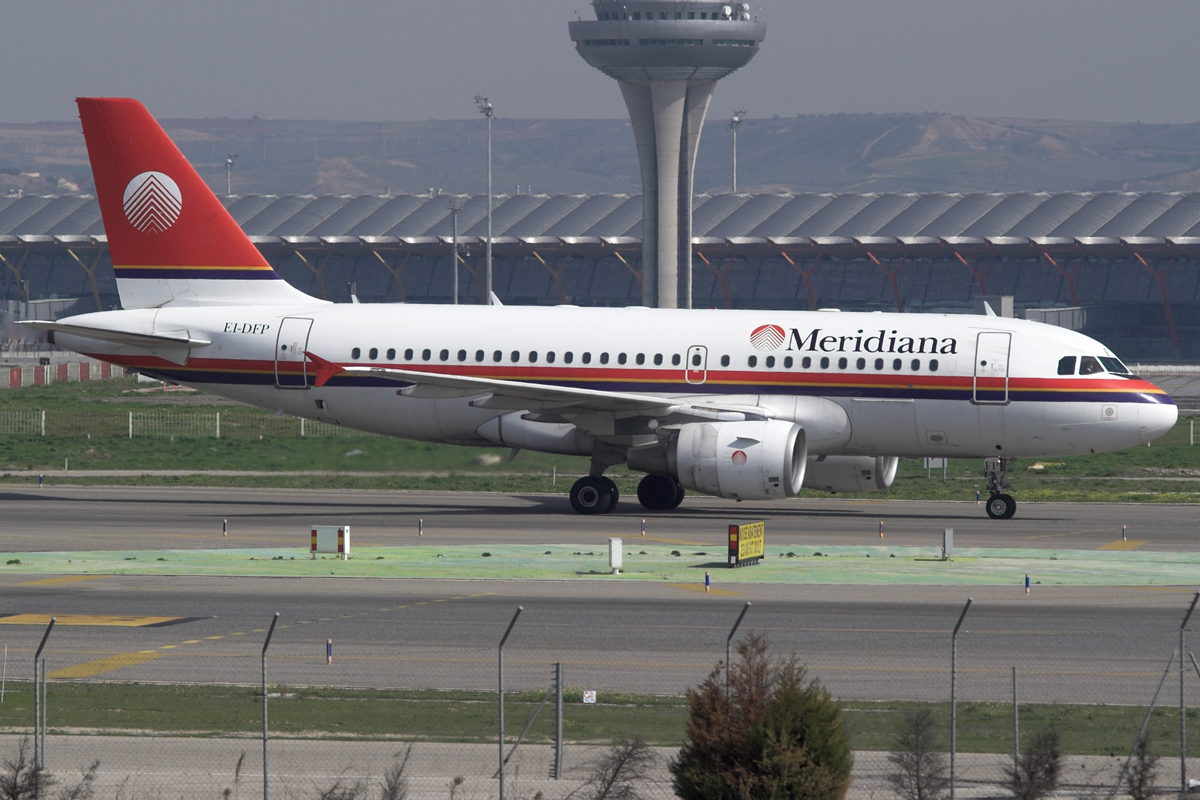
Airbus A319 da companhia aérea sarda Meridiana

Há voos regulares diretos para as principais cidades italianas, mas também para algumas cidades europeias, principalmente em França, Espanha, Reino Unido e Alemanha. Os voos internos estão limitados a uma ligação diária entre Cagliari e Ólbia.
Os cidadãos da Sardenha beneficiam de tarifas aéreas especiais. Diversas companhias aéreas de baixo custo (low cost) operam na Sardenha, existindo uma, a Meridiana que tem a sua base no aeroporto de Ólbia. A Meridiana foi fundada em 1963 com o nome de Alisarda pelo Agacão IV, Carim al-Huçaini. O desenvolvimento da companhia seguiu o da estância turística (resort) de Porto Cervo, no nordeste da ilha, um sítio famoso frequentado por milionários e estrelas de cinema de todo o mundo.

### Transportes marítimos
Os portos de Porto Torres, Santa Teresa Gallura, Ólbia, Golfo Aranci, Arbatax, Palau e Cagliari teem serviços regulares de balsa de e para Itália, França e Espanha (Barcelona). Os custos das travessias são em geral semelhantes aos dos voos equivalentes em companhias aéreas de baixo custo.

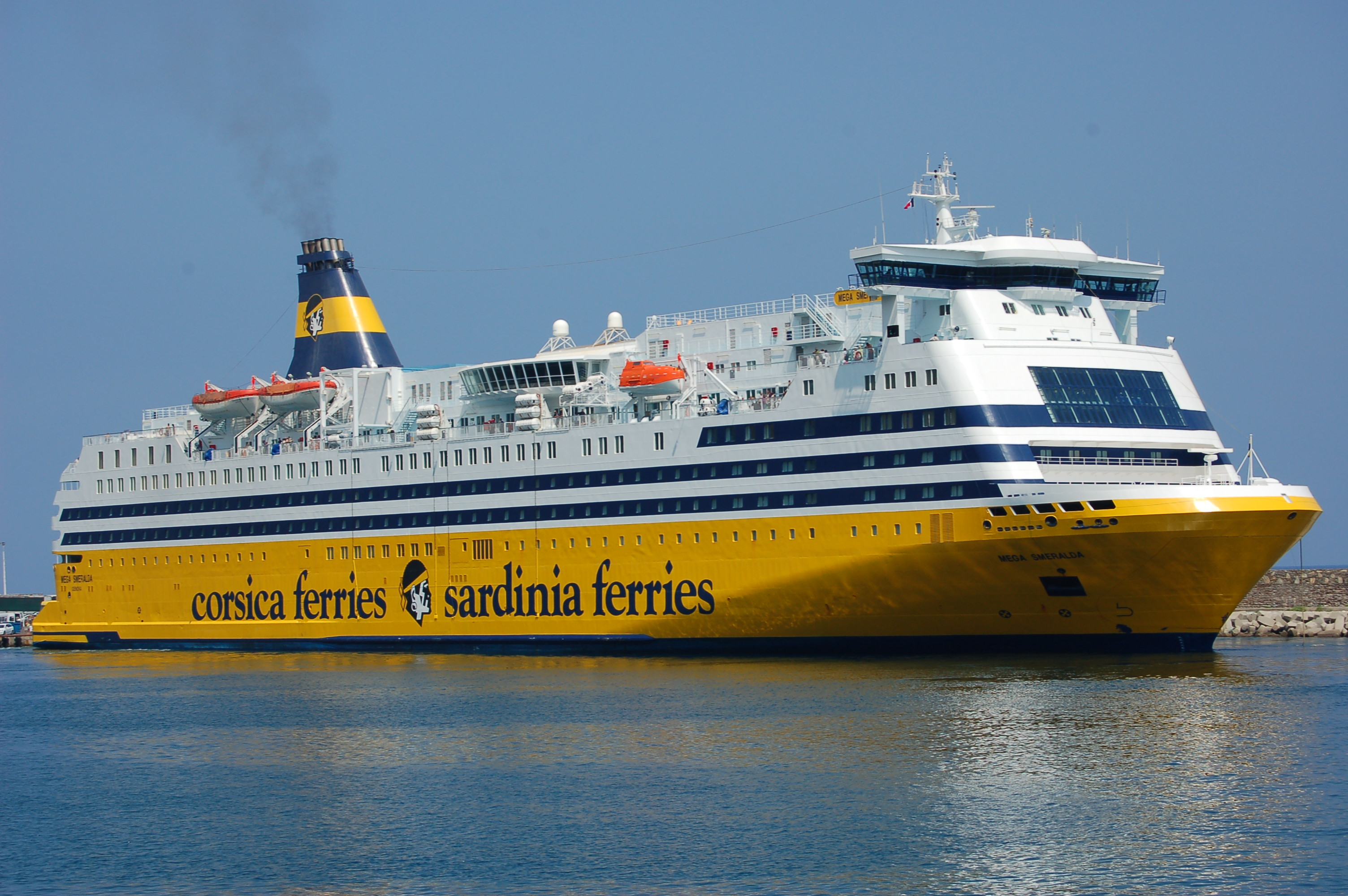
Ferries Córsega-Sardenha

As companhias de ferries que operam na ilha são: Tirrenia di Navigazione, Moby Lines, Corsica Ferries, Grandi Navi Veloci, SNAV, SNCM, Compagnie Méridionale de navigation (CMN) e Grimaldi Ferries.
| Portos com ligação de ferry à Sardenha | Portos com ligação de ferry à Sardenha                                                           |
| País                                   | Portos                                                                                           |
| -------------------------------------- | ------------------------------------------------------------------------------------------------ |
| Itália                                 | Civitavecchia, Génova, Livorno, Nápoles, Piombino, Palermo, Trapani (os dois últimos na Sicília) |
| França                                 | Marselha, Toulon, Bonifacio, Propriano, Ajaccio (os três últimos na Córsega)                     |
| Espanha                                | Barcelona                                                                                        |

### Estradas
A Sardenha é a única região italiana que não tem autoestradas, mas tem uma rede de estradas bastante desenvolvida, com um sistema de superstrades (super-estradas ou vias rápidas), estradas de quatro faixas sem portagem, que ligam as principais  cidades e infraestruturas de transporte. O limite de velocidade é 90 km/h. A estrada principal é a Strada statale 131 Charles Felix (SS131), que liga o sul e o norte da ilha, atravessando as regiões mais povoadas de Sássari e Cagliari; faz parte da estrada europeia estrada europeia E25 e o seu traçado é basicamente o mesmo de de uma antiga estrada romana. A Strada statale 131 Diramazione Centrale Nuorese (SS131 d.c.n) liga Oristano com Ólbia, o interior da região de Nuoro. Outras estradas com grande capacidade de tráfego ligam Sássari, Alghero, Tempio Pausania, Ólbia, Cagliari, Tortolì, Iglesias, Nuoro e Villagrande Strisaili.
Está em curso a conversão das estradas principais em autoestradas, eliminando todos os cruzamentos. As estradas secundárias do interior são geralmente estreitas, com muitas curvas e contracurvas, que implicam limites de velocidade muito baixos.
Os transportes públicos em autocarro servem todas as cidades e localidades de alguma importância pelo menos uma vez por dia. No entanto, devido à baixa densidade populacional, há muitas localidades mais pequenas e remotas que só são acessíveis de automóvel. A companhia pública regional de autocarros é a Azienda Regionale Sarda Trasporti (ARST), mas há diversas outras.

### Caminhos de ferro
O sistema ferroviário da Sardenha foi desenvolvido no século XIX pelo engenheiro inglês Benjamin Piercy. Os comboios ligam toda a ilha.

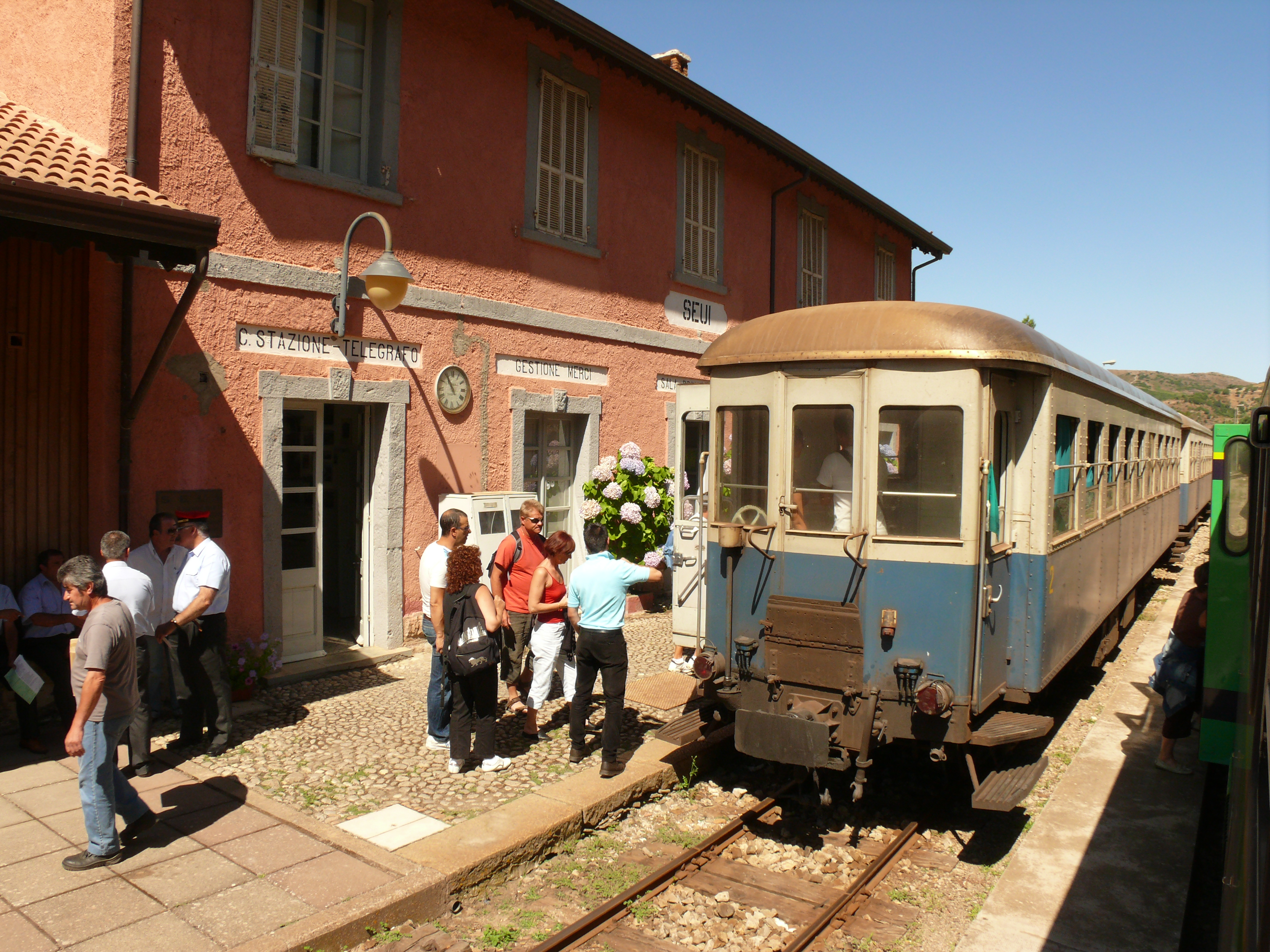
Estação de Seui
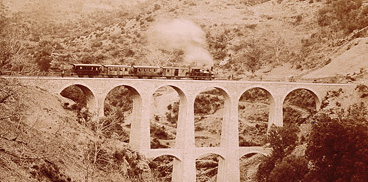
Viaduto ferroviário na linha Isili-Sorgono
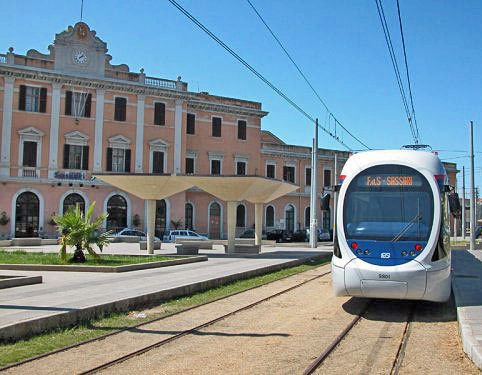
Metrotranvia di Sassari

A Trenitalia, o maior operador ferroviário, explora as ligações entre as cidades maiores e com a península Itálica através de ferries. A rede da Trenitalia é a mais moderna da ilha, sendo operada principalmente por locomotivas diesel como a Alstom "Minuetto", estando prevista para 2012 a introdução de comboios pendulares como o espanhol CAF da classe 598.
O outro operador ferroviário é a ARST Gestione FdS, mais conhecida como Ferrovie della Sardegna ou FdS, que opera linhas de via estreita com comboios geralmente muito lentos, exceto as linhas eletrificadas de tram-trenos (metropolitano de superfície)  das áreas metropolitanas de Sássari (Metrotranvia di Sassari) e Cagliari.
Uma forma interessante de descobrir a ilha é usar o trenino verde (o "comboiozinho verde"), um comboio a vapor reposto aos serviço com locomotivas e carruagens renovadas que percorre as áreas mais selvagens da ilha. Apesar da lentidão, oferece, os passageiros disfrutam de vistas magníficas impossíveis de ver das estradas principais.

## Ambiente

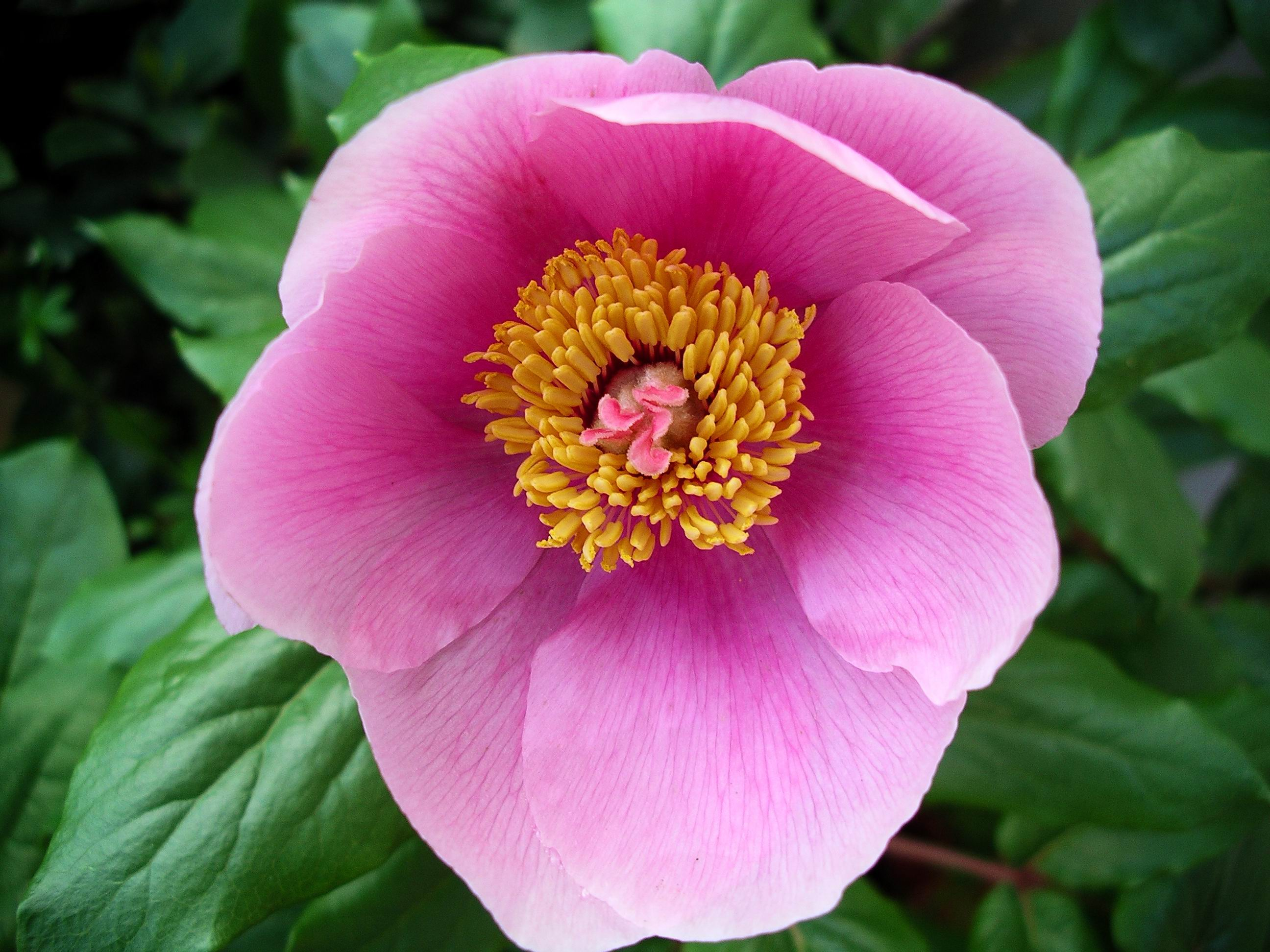
Peónia de Gennargentu, a flor simbólica da Sardenha

Devido aos sua baixa densidade populacional, a Sardenha permaneceu bastante selvagem, apresentando uma grande diversidade de fauna e flora, com numerosas espécies endémicas devido aos seu isolamento. Um estudo levado a cabo por uma equipa da Universidade de Cagliari enumerou 65 espécies vegetais com propriedades medicinais só na região de Fluminimaggiore, no sudoeste da ilha.
A abundância de sardinha nas costas da ilha está na origem do nome em latim deste peixe (sardina, "da Sardenha"). A costa é igualmente rica em crustáceos.
A ilha tem algumas leis ambientais e, após um gigantesco plano de reflorestação, tornou-se a região italiana com a maior extensão de floresta (1 213 250 ha). O plano de ordenamento do território proíbe novas construções na costa fora dos centros urbanos, perto de florestas, lagos ou outros locais de interesse ambiental ou cultural e a agência de conservção do governo regional Conservatoria delle Coste assegura a proteção das áreas naturais costeiras da Sardenha. As energias renováveis desenvolveram-se notavelmente em anos recentes, especialmente a energia eólica, favorecida pelo clima ventoso, mas também a energia solar. O Nobel da Física Carlo Rubbia lidera o projeto da criação de uma central térmica solar e de biocombustíveis baseados em óleo de Jatropha (pinhão manso ou purgueira) e óleo de colza.

### Espaços naturais protegidos
Parques nacionais:
- 1. Asinara, na ilha do mesmo nome, no noroeste. 41° 03′ 29″ N, 8° 16′ 34″ L Apesar da reduzida dimensão (o comprimento máximo da ilha é 17,5 km e a largura máxima é 6,14 km), as paisagens são muito diversificadas e tem também vestígios históricos importantes, como um campo de prisioneiros da Primeira Guerra Mundial.
- 2. Arquipélago de Maddalena, no nordeste 41° 13′ 47,98″ N, 9° 25′ 00,34″ L. É um parque marinho, um dos mais ricos do Mediterrâneo em espécies raras, muitas delas protegidas. Igualmente importante em termos históricos, nomeadamente pelos restos de naufrágios romanos. Numa das ilhas do arquipélago, Caprera está sepultado o herói da unificação de Itália, Giuseppe Garibaldi, que aí viveu de 1854 até à sua morte em 1882.
- 3. Gennargentu, na costa centro-leste 39° 59′ 23″ N, 9° 19′ 29″ L.  É único na Sardenha pelos seus sítios arqueológicos, como, por exemplo, a gruta de  Corbeddu, onde foram descobertas as ossadas humanas mais antigas da ilha, do Paleolítico inferior.

Parques naturais regionais:
- 4. Limbara — situado na província de Sássari, é notável pela sua população de sobreiros.
- 5. Marghine e Goceano
- 6. Sinis - Montiferru
- 7. Monte Arci — maciço montanhoso de origem vulcânica.
- 8. Giara di Gesturi — planalto de altitude com 30 km² onde vivem os pequenos mas possantes cavalos selvagens sardos.
- 9. Monte Linas - Oridda - Marganai — maciço montanhoso com aproximadamente 1 000 m de altitude que se encontra no sul da ilha, perto da comuna de Villacidro, onde vivem muflões sardos e veados-da-córsega.
- 10. Sette Fratelli — Monte Genas
- 11. Sulcis — maciço montanhoso no sudoeste da ilha.
- 12. Porto Conte-Capo Caccia — perto de Alghero, alberga aproximadamente 35 espécies de mamíferos e 135 de aves marinhas e terrestres, entre as quais se destacam  o falcão-peregrino, a maior parte delas a viver nas falésias. Também aí se encontram numerosas espécies florais endémicas. Nas falésias há grutas importantes, tanto imersas como emersas, mas a maior parte delas estão fechadas ao público.
- 13. 'Molentargius — Marisma de Cagliari, com lagoas de água doce e salgada e um complexo arqueológico-industrial. Aí se encontram populações importantes de flamingos rosados que aí se instalaram somente a partir dos anos 1990.

Existem também 60 reservas de vida selvagem, 5 oásis do World Wide Fund for Nature e 25 monumentos naturais.

### Fauna
Algumas das espécies raras ou incomuns que se encontram na ilha são:
- Foca-monge-do-mediterrâneo (Monachus monachus) ou lobo marinho.
- Cavalo de Giara, uma raça autóctone, a única selvagem da Europa.
- Burro albino ou burro branco (Equus asinus albina), uma subespécie do burro endémica da ilha de Asinara.
- Muflão-sardo (Ovis musimon ou Ovis ammon musimon), uma espécie de carneiro selvagem.
- Veado-da-córsega (Cervus elaphus corsicanus), uma subespécie de veado-vermelho.
- Javali (Sus scrofa)
- Sosòga ou tiligugu' ou gongilo (Chalcides ocellatus), uma espécie de lagarto que só se encontra na Sardenha, Sicília e Magrebe, cujo comprimento chega a atingir 30 cm, dos quais quase metade são da cauda.
- Borboletas das espécies Pseudophilotes barbagiae, Papilio hospiton e Euchloe insularis
- Euproctus da Sardenha, uma salamandra
- Diversas aves de rapina do género Buteo e outros, como o falcão-da-rainha (Falco eleonorae), açor (Accipiter gentilis)
- Pato-de-rabo-alçado (Oxyura leucocephala)
- Sylvia sarda, ave passeriforme
- Doninha (Mustela nivalis)
- Golfinho-comum (Tursiops truncatus)[47]

Há pelo menos quatro subespécies endémicas de aves, que não se encontram em mais nenhuma parte do mundo:
- Pica-pau-malhado-grande (Dendrocopos major, subespécie harterti)
- Chapim-real (Parus major, subespécie ecki)
- Tentilhão (Fringilla coelebs sarda)
- Gaio-comum (Garrulus glandarius, subespécie ichnusae)

Além destas, há ainda 10 subespécies endémicas partilhadas com a Córsega. A Sardenha está nos limites de distribuição de algumas espécies ou subsespécies — por exemplo, a subespécie cornix Gralha-cinzenta (Corvus cornix) encontra-se na Sardenha e na Córsega, mas não mais a sul.
Em contrapartida, não estão presentes na ilha algumas espécies comuns no continente europeu, como sejam as víboras da subfamília Viperinae, a marmota.
A ilha há muito que é usada para criação da ovelha da Sardenha, uma raça autóctone.

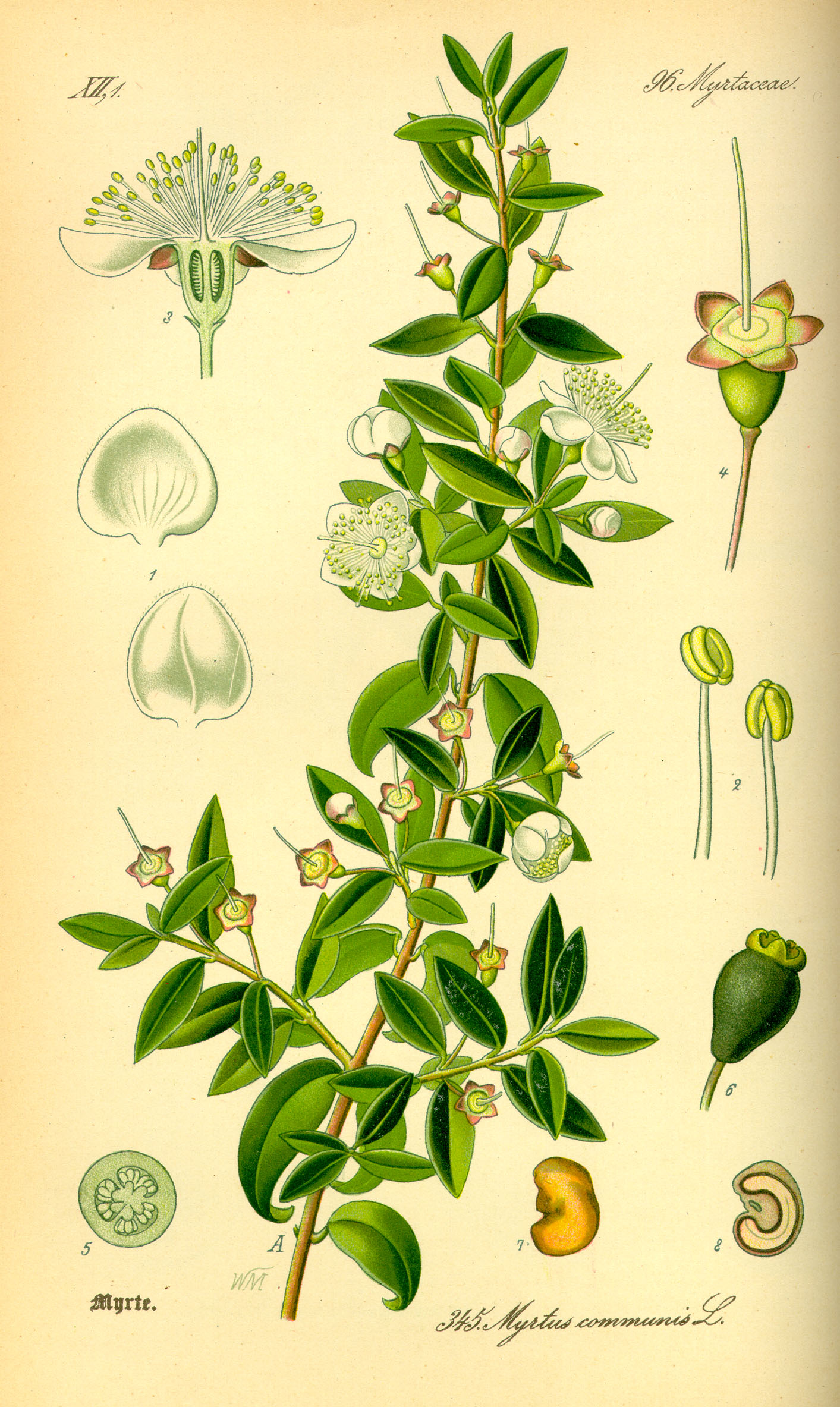
Murta-comum

### Flora
Algumas espécies de plantas presentes na iha são:
| - Murta-comum (género Myrtus) - Buxo (Buxus sempervirens e Buxus balearica) - Catananche (género) - Figueira da Índia (Opuntia ficus-indica) - Junípero espanhol (Juniperus thurifera) |  | - Cardo (Cynara cardunculus) - Scrophularia trifoliata - Orquídeas (família Orchidaceae; diversas espécies endémicas) - Amor-perfeito corsa (Viola corsica) - Urtiga negrusca sarda (Urtica atrovirens) |

## Política
A região autónoma rege-se por um estatuto especial aprovado por uma lei constitucional de 26 de fevereiro de 1948 que concedeu o poder de legislar em certas áreas, como sejam a administração local, construção, agricultura e florestas. Noutras áreas, como a saúde, assistência social, a região pode legislar dentro dos princípios estabelecidos pelas leis do estado italiano.

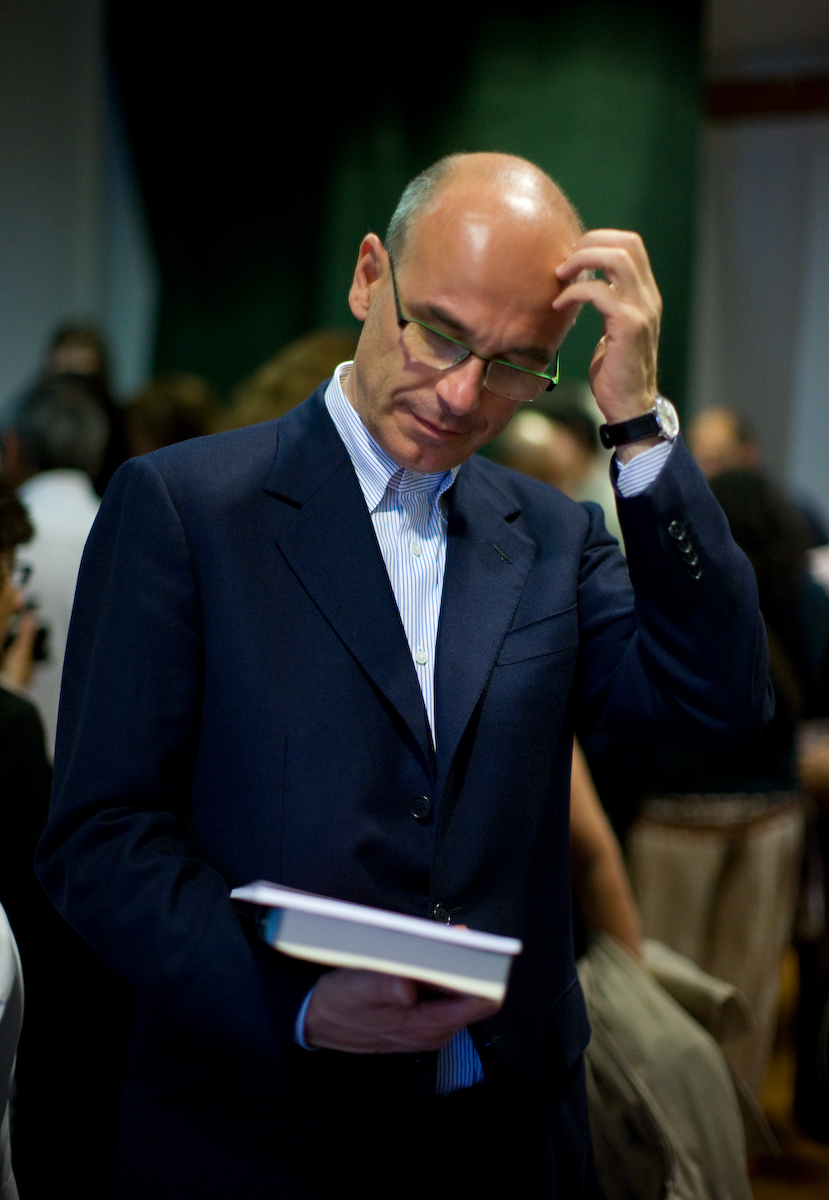
Renato Soru, presidente da região autónoma da Sardenha entre 2004 e 2009

O estatuto de autonomia determina a existência de três autoridades que representam a Sardenha:
- Conselho regional, o órgão legislativo
- Junta regional, o órgão executivo
- Presidente da região, o chefe do poder executivo

Desde a revisão constitucional de 31 de janeiro de 2001 que o presidente é eleito diretamente, ao mesmo tempo que o conselho regional.
Em 2004, os dois principais candidatos à presidência da junta regional foram:
- Renato Soru, à frente da lista Sardegna insieme (Sardenha junta), apoiada pela coligação nacional de centro-esquerda L'Ulivo (A Oliveira) e pelo movimento regional Progetto Sardegna (Projeto Sardenha), que recolheu 50,13% dos votos;
- Mauro Pili, que presidiu à junta em 1999 e em 2003, à frente da lista Sardegna unita (Sardenha unida), apoiada pela coligação de centro-direita Casa delle Libertà (Casa das Liberdades), que obteve 40,53% dos votos.

A 14 de julho de 2004, Giacomo Spissu, dos Democratas de Esquerda (DS, Democratici di sinistra) foi eleito presidente do conselho regional à segunda volta, com 47 votos a favor, 3 a favor de outro candidato da DS, 30 votos brancos e 5 abstenções. À primeira volta, a abstenção de 52 deputados, a maior parte deles da maioria eleita, inviabilizaram a necessária maioria de dois terços.
Nas eleições provinciais de 8 e 9 de maio de 2005, as listas apoiadas pela coligação de centro-esquerda L'Unione ("A União"), sucessora de L'Ulivo obtiveram um total de 56,15% dos votos os candidatos da Casa delle Libertà 38,33% e os independentistas 2,58%.
Nas eleições regionais de 15 e 16 de fevereiro de 2009, o presidente da região em exercício, Renato Soru, foi derrotado, tendo a sua coligação de centro-esquerda Soru Presidente obtido 42,89% dos votos, tendo as eleições sido ganhas por Ugo Cappellacci com 51,90%.
Nas eleições para o conselho regional, a coligação de centro-esquerda obteve 38,62% e a de direita 56,71%.

## Personalidades sardas

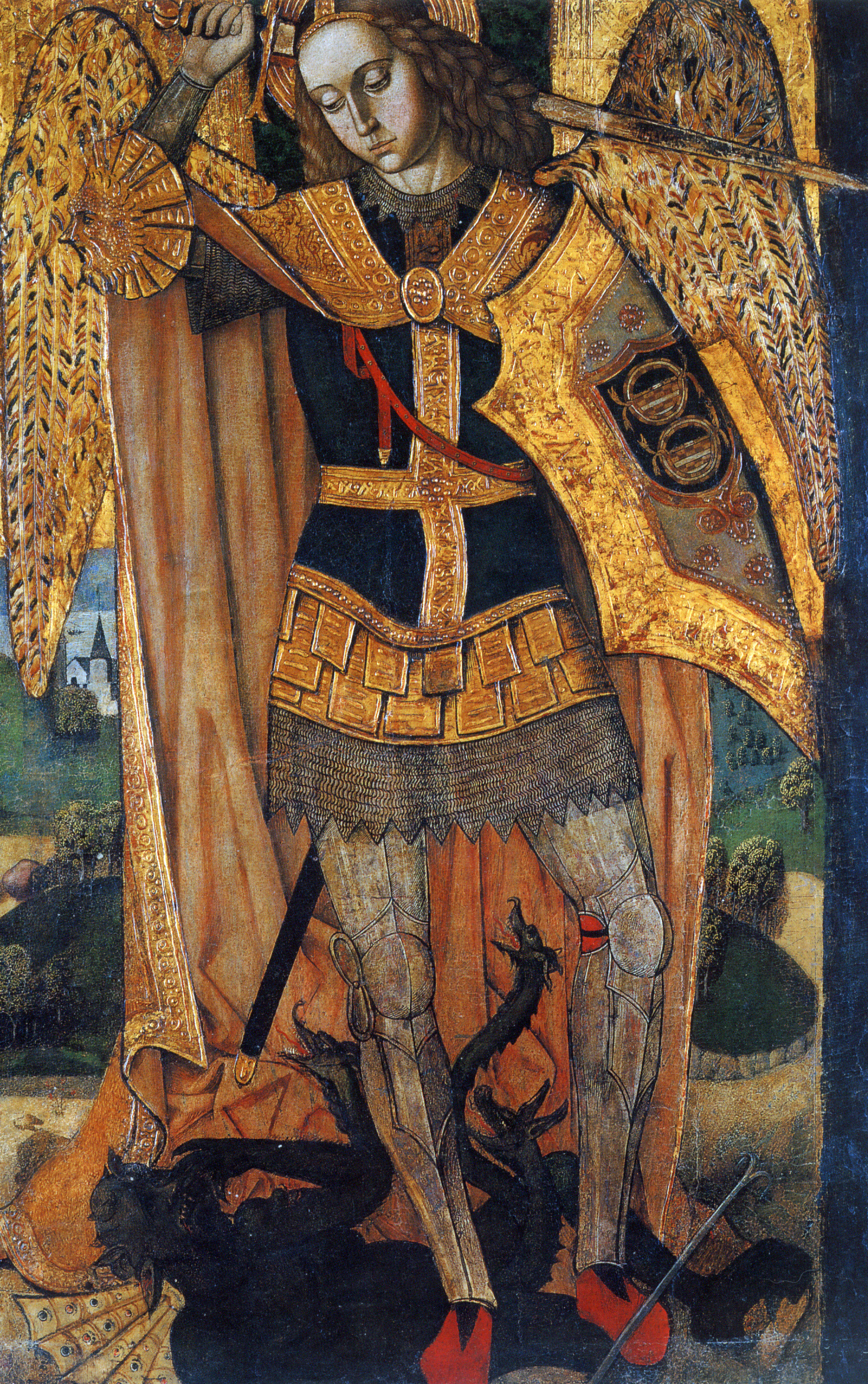
San Michele Archange, do Mestre de Castelsardo

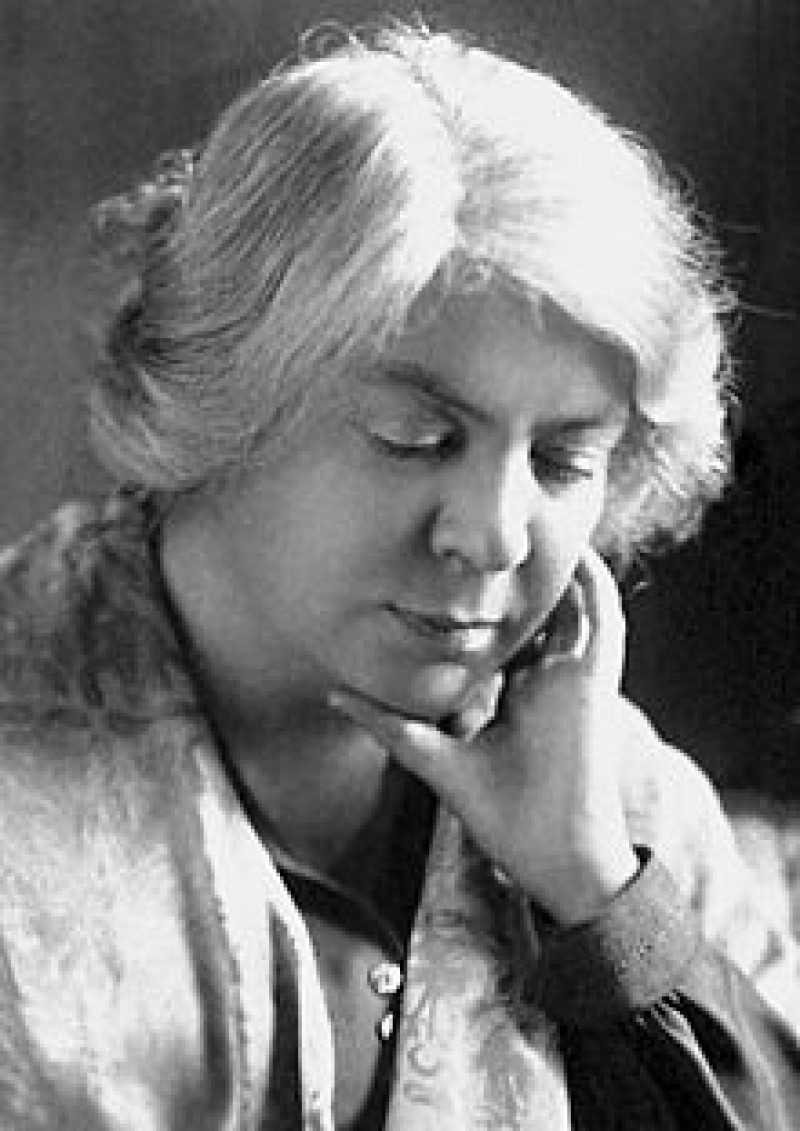
Grazia Deledda

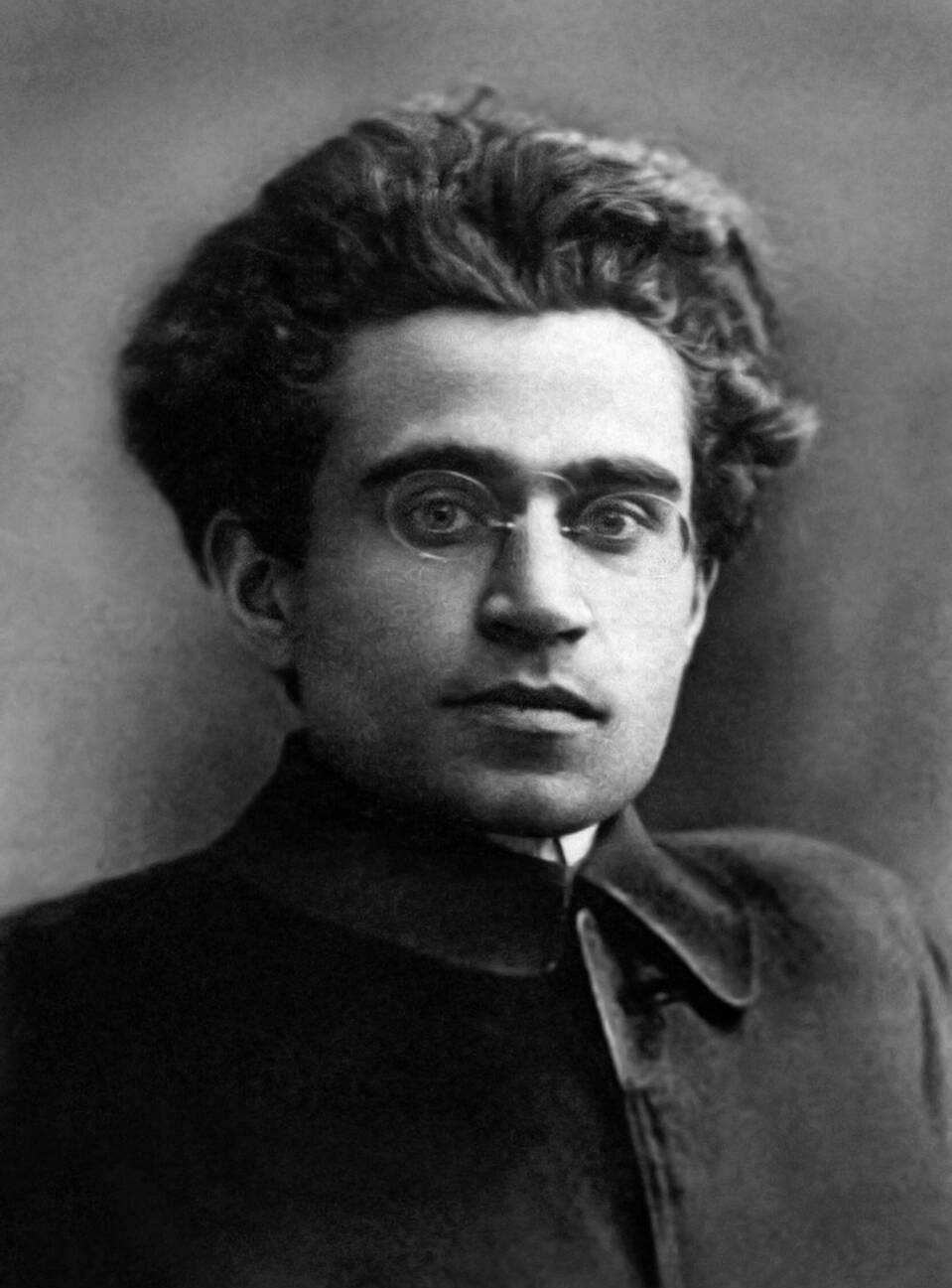
Antonio Gramsci

- Mestre de Castelsardo — pintor anónimo do final do século XV e início do século XVI, provavelmente de origem catalã que trabalhou no norte da Sardenha.
- Domenico Alberto Azuni (Sássari, 3 de agosto de 1749 — Cagliari, 23 de janeiro de 1827) — jurista e político que em 1809 optou pela nacionalidade francesa.
- Giovanni Maria Angioy (Bono, 21 de outubro de 1751 — Paris, 22 de fevereiro de 1808) — advogado, partidário e ativista da  independência da Sardenha.
- Giovanni Marghinotti (Cagliari, 1798 — Cagliari, 1865) — pintor.
- Grazia Deledda (Nùoro, 27 de setembro de 1871 — Roma, 15 de agosto de 1936) — escritora e poetisa, Prémio Nobel de Literatura em 1926.
- Peppino Mereù (Tonara, 14 de janeiro de 1872 —  11 de março de 1901) — poeta de língua sarda.
- Stanislao Silesu (Samassi, 5 de julho de 1883 — Paris, 9 de agosto de 1953) — compositor de música erudita e ligeira; também conhecido como Lao Silesu e Leo Silesu.
- Emilio Lussu (Armungia, 4 de dezembro de 1890 — Roma, 5 de março de 1975) — político, escritor e militar.
- Antonio Gramsci (Ales, 22 de janeiro de 1891 — Roma, 27 de abril de 1937) — político e cientista político, fundador do Partido Comunista Italiano.
- Mario Berlinguer (Sássari, 29 de agosto de 1891 — Roma, 5 de setembro de 1969) — advogado, jornalista e político socialista; pai de Enrico e Giovanni Berlinguer.
- Antonio Segni (Sássari, 2 de fevereiro de 1891 — Roma, 1 de dezembro de 1972) — político, presidente da república de Itália entre 1962 e 1964.
- Antonio Mura (Aritzo, 12 de janeiro de 1902 — Florença, 7 de abril de 1972) — pintor.
- Enrico Berlinguer (Sássari, 25 de abril de 1922 — Pádua, 11 de junho de 1984) — político, líder do Partido Comunista Italiano entre 1972 e 1984, filho de Mario Berlinguer e irmão de Giovanni Berlinguer.
- Giovanni Berlinguer (Sássari, 9 de julho de 1924) — político esquerdista e professor universitário de Medicina; irmão de Enrico Berlinguer e filho de Mario Berlinguer.
- Francesco Cossiga (Sássari, 26 de julho de 1928) - Roma, 17 de agosto de 2010) — político e professor de Direito; foi primeiro-ministro de Itália diversas vezes, presidente do senado italiano e presidente da república entre 1985 e 1992.
- Maria Carta (Siligo, 24 de junho de 1934 — Roma, 22 de setembro de 1994) — cantora e compositora de música folk sarda.
- Mario Floris (Cagliari, 20 de setembro de 1937) — político, líder da União Democática Sarda (UDS), também conhecida como União dos Sardos (Unione dei sardi, Sardi uniti ou Progetto nazionalitario), a coligação que ganhou as eleições regionais sardas de 2009. Foi por duas vezes presidente regional.
- Salvatore Garau (Santa Giusta, 1953 — pintor.
- Pinuccio Sciola (San Sperate, 1942) — escultor.
- Antonello Salis (Villamar, 28 de fevereiro de 1950) — compositor, pianista e acordeonista de jazz.
- Pietro Paolo Virdis (Sássari, 26 de junho de 1957) — futebolista.
- Renato Soru (Sanluri, 16 de agosto de 1957) — empresário e político de centro-esquerda, foi o fundador da empresa de telecomunicações Tiscali e presidente regional entre 2004 e 2009.
- Elena Ledda (Selargius, 1959) — cantautora de língua sarda, considerada por muitos a voz feminina sarda de maior êxito da atualidade.
- Graziano Milia (Nùoro, 10 de agosto de 1959) — político e professor de italiano e de história, foi prefeito de Quartu Sant'Elena e presidente da província de Cagliari.
- Paolo Fresu (Berchidda, 10 de fevereiro de 1961) — trompetista de jazz.
- Antonio Marras (Alghero, 1961) — estilista de moda.
- Gianfranco Zola (Oliena, 5 de julho de 1966) — futebolista e treinador de futebol.
- Filomena Moretti (Sássari, 1973) — guitarrista clássica.
- Caterina Murino (Cagliari, 15 de setembro de 1977) — atriz, Bond girl e ex-modelo.
- Antonio Cossu — desenhador de banda desenhada que começou a sua carreira em 1976 no Jornal Spirou e passou por revistas como Pilote, Métal Hurlant, Circus e Le Journal de Tintin.
- Ugolino Cossu — desenhador de banda desenhada.
- Emma Faedda — pintora.
- Paoletta Marrocu' — artista para a paz da UNESCO.
- Marisa Sannia (Iglesias, 15 de fevereiro de 1947 — Cagliari, 14 de abril de 2008) — Cantora, compositora e atriz. Iniciou sua carreira musical nos anos 60, tornando-se célebre em 1968, ao se classificar em segundo lugar no festival de Sanremo com a canção "Casa Bianca".